# Controversia sobre el estatus del istmo de Gibraltar

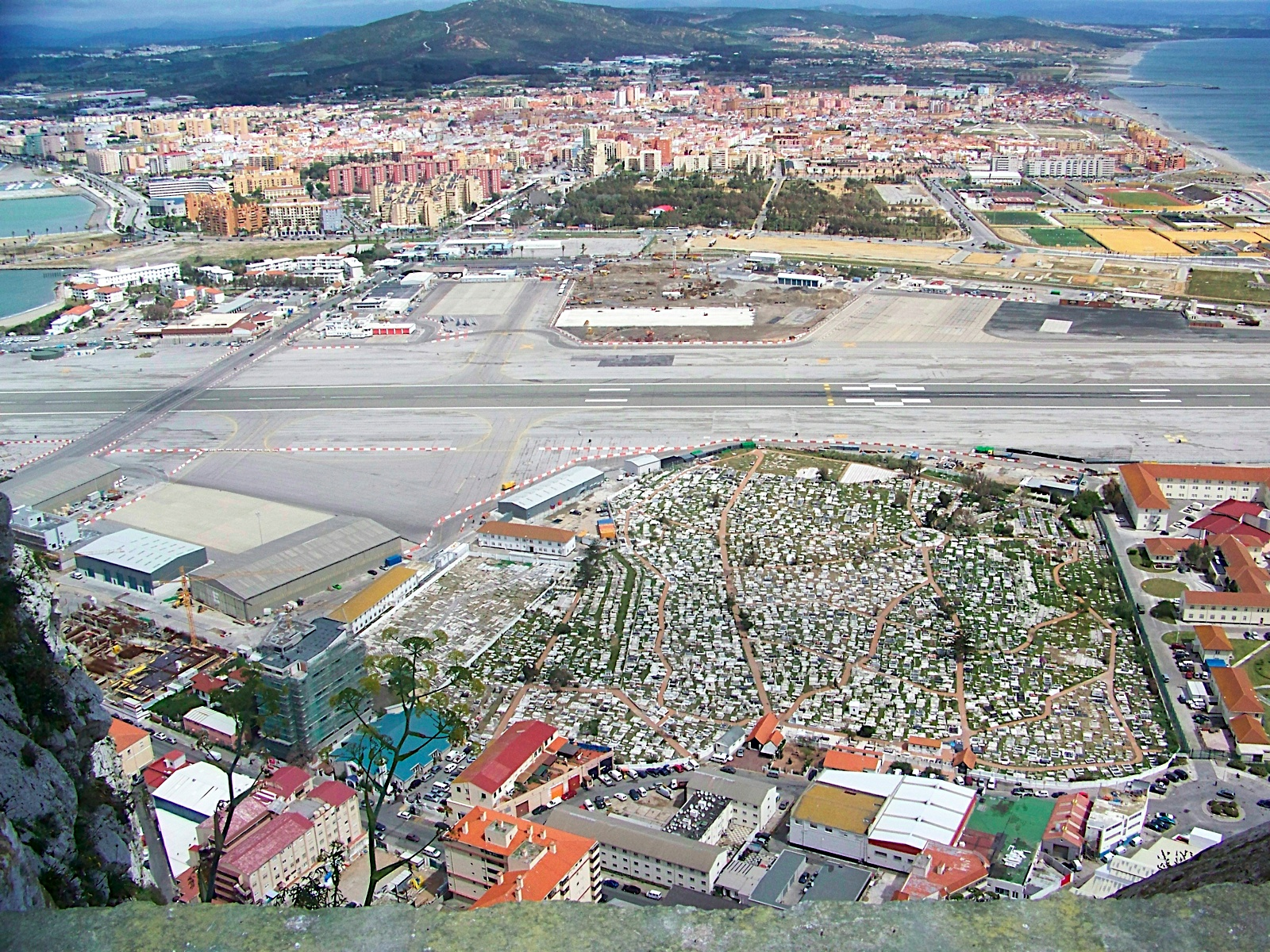
Vista del istmo desde la cima del peñón de Gibraltar. En primer plano, el cementerio del Frente Norte y diversas edificaciones de Gibraltar. Más al norte, la pista del aeropuerto de Gibraltar y, a continuación, la valla que separa los territorios bajo control británico y español. Al fondo, la localidad española de La Línea de la Concepción, con Sierra Carbonera a sus espaldas.

El peñón de Gibraltar se encuentra unido a la península ibérica mediante un tómbolo arenoso de unos 1600 metros de longitud, una superficie de 1,7 km² y una altitud máxima de 3 metros sobre el nivel del mar. En la actualidad, el territorio británico de ultramar de Gibraltar incluye la sección sur del istmo, de unos 800 metros de longitud (1,06 km²), existiendo una valla de 1250 metros que separa físicamente los territorios bajo control británico y español, interrumpida por un control de policía y aduanero por el que discurre la vía que comunica ambos territorios. Existe, sin embargo, una controversia sobre el estatus de la parte sur de dicho istmo. Por una parte, España no reconoce que la soberanía británica sobre Gibraltar se extienda más allá del perímetro fortificado que la ciudad tenía cuando fue tomada por una escuadra anglo-holandesa en 1704 en nombre del pretendiente austríaco al trono español, el archiduque Carlos, durante la guerra de sucesión española, y sostiene que el territorio situado entre las murallas existentes en 1704 y la valla actual no fue nunca cedido al Reino Unido ni bajo las condiciones del Tratado de Utrecht ni bajo las de ningún otro tratado. El Reino Unido, por su parte, acepta que dicho territorio no fue cedido mediante dicho tratado, pero sostiene que su soberanía sobre la sección sur del istmo se basa en la prescripción, al haber estado bajo su control por un periodo largo y continuado de tiempo sin que España hubiera cuestionado dicho control. La valla, que para el Reino Unido marca la frontera con España, es simplemente una "verja" de acuerdo a la terminología del Gobierno de España. El control, que para el Reino Unido es fronterizo, carece de tal consideración para España.
En todo caso, la sección sur del istmo es, de facto, una parte integral de Gibraltar, en la que se encuentran, entre otras construcciones e instalaciones, el aeropuerto de Gibraltar, la principal vía de acceso a España (avenida Winston Churchill), dos áreas residenciales, el estadio Victoria, una escuela secundaria (Bayside Comprehensive School), el acuartelamiento del Real Regimiento de Gibraltar y el único cementerio actualmente en uso en el territorio (North Front Cemetery), así como un paseo marítimo y la playa de Levante gibraltareña. Adicionalmente, aunque la mayor parte del agua potable consumida en Gibraltar procede de plantas desalinizadoras, agua extraída de pozos excavados en el istmo se añade al agua desalinizada para darle sabor. Por su parte, la sección norte del istmo pertenece al municipio español de La Línea de la Concepción y está ocupado por el casco urbano de dicha localidad.

## Geografía

Mapa de Gibraltar y del istmo que lo une con la península ibérica. En azul los territorios ganados a la bahía de Algeciras en el último siglo y medio en la costa occidental del territorio.

El peñón de Gibraltar se encuentra unido a la península ibérica mediante un tómbolo arenoso de aproximadamente 1,6 km de longitud, una superficie de 1,7 km² y una altitud máxima de 3 metros sobre el nivel del mar. Otras fuentes, sin embargo, consideran que el istmo propiamente dicho se extiende hasta Sierra Carbonera.
La franja de tierra existente entre el peñón de Gibraltar y Sierra Carbonera es un banco arenoso de origen geológicamente reciente, existiendo la posibilidad de que la formación del tómbolo tuviera lugar en tiempos históricos. Esta es fruto de la corriente que va del Atlántico al Mediterráneo. La presencia del peñón hace desviarse parte de dicha corriente hacia el norte, produciéndose una corriente interna en la bahía de Algeciras en el sentido contrario a las agujas del reloj. A medida que la corriente se desplaza al norte pierde velocidad, lo que favorece el depósito de arena. En la orilla este, rectilínea, que da al mar abierto, la arena desciende con una pendiente abrupta hasta la orilla. Los vientos de levante, que tienen una intensidad y duración superiores a los de poniente, hacen que la arena se desplace desde la orilla este hacia el oeste, formando una superficie plana y uniforme que desciende suavemente hacia la orilla de la bahía de Algeciras.
Geológicamente, el territorio de istmo bajo control británico tiene tres tipologías de terreno diferentes, todos ellos de origen cuaternario. La más extensa, que se extiende desde la valla que separa ambos territorios, es de naturaleza arenosa. La costa occidental, incluyendo la pista de aterrizaje que se adentra en la bahía y la zona más meridional, situada al oeste de la avenida Winston Churchill, es terreno ganado al mar. Finalmente, las zonas más próximas al peñón son taludes compuestos por brechas. Las arenas del istmo son fundamentalmente arenas no consolidadas y arcillas subordinadas.
Durante la época medieval, la configuración del istmo era similar a la actual, aunque de una anchura y elevación ligeramente menor. Su mínima anchura se daba al pie del peñón y no llegaba al kilómetro, con una altura máxima de un metro y medio. En la actualidad, la edificación, la construcción de infraestructuras, y el relleno de la bahía de Algeciras (que ha permitido ganar terrenos al mar) han desfigurado este territorio, de modo que la anchura mínima es ligeramente superior al kilómetro, pero se encuentra a unos 400 metros de la cara norte del peñón.

## Historia

### El periodo andalusí
La facilidad para la defensa del peñón de Gibraltar hizo que fuese este el lugar elegido en el año 711 por las tropas árabo-bereberes de Tárik para reunir el ejército que debía emprender la conquista de la península ibérica. Este primer establecimiento fue realizado probablemente en los alrededores de algún tipo de fortificación de origen romano. Lo escarpado del terreno y su escaso uso agrícola hizo que en el primer año de presencia musulmana en Al-Ándalus el papel de cabeza de puente para las tropas africanas se trasladara a la otra orilla de la bahía de Algeciras, a Al-Yazira al-Jadra, la nueva ciudad edificada sobre las ruinas de Iulia Traducta que poseía un buen fondeadero y amplios terrenos cultivados. Gibraltar desapareció de las fuentes escritas hasta que en 1067 el rey del reino de Sevilla Al-Mutadid ordenó la fortificación del peñón. Las obras debían reforzar las defensas existentes, probablemente un castillo construido antes del año 1025 aunque nunca llegaron a realizarse por completo.
El origen de la ciudad de Gibraltar tal como se la conoce en la actualidad está en el emplazamiento amurallado fundado por el sultán almohade Abd Al-Mumin en 1160 con el nombre de Ciudad de la Victoria (Madínat al-Fath) en la ladera occidental del peñón, con una puerta fortificada y un castillo cerca de la cima de la montaña, origen del actual "Castillo Moro" de Gibraltar. Es posible que también se construyera algún tipo de abrigo en el puerto y murallas que impidieran el libre paso desde el istmo aunque estas obras no aparecen citadas en las fuentes de la época.
Como única vía de acceso terrestre a la ciudad el istmo fue desde el siglo XIII el lugar de establecimiento de las tropas benimerines, nazaríes y castellanas que asediaron la ciudad. No se conocen construcciones ni fortificaciones en el istmo durante toda esta etapa debido probablemente a la dificultad de construir en él y al nulo potencial agrícola del terreno. Durante uno de estos sitios, el llevado a cabo por las tropas de Alfonso XI en 1333 el campamento castellano se emplazó sobre las arenas del istmo, a una distancia aproximada de 1400 metros de las puertas de la ciudad.

Et los que y venieron dixieronle, que le complia cercar el castiello et la villa toda enderredor: ca el Rey posaba con toda su hueste en el arenal, et de la parte de la isla et del monte non posaban ninguno de los Christianos; et por esto que era menester que pasasen algunos Christianos a posar en la isla...
Crónica de Alfonso XI

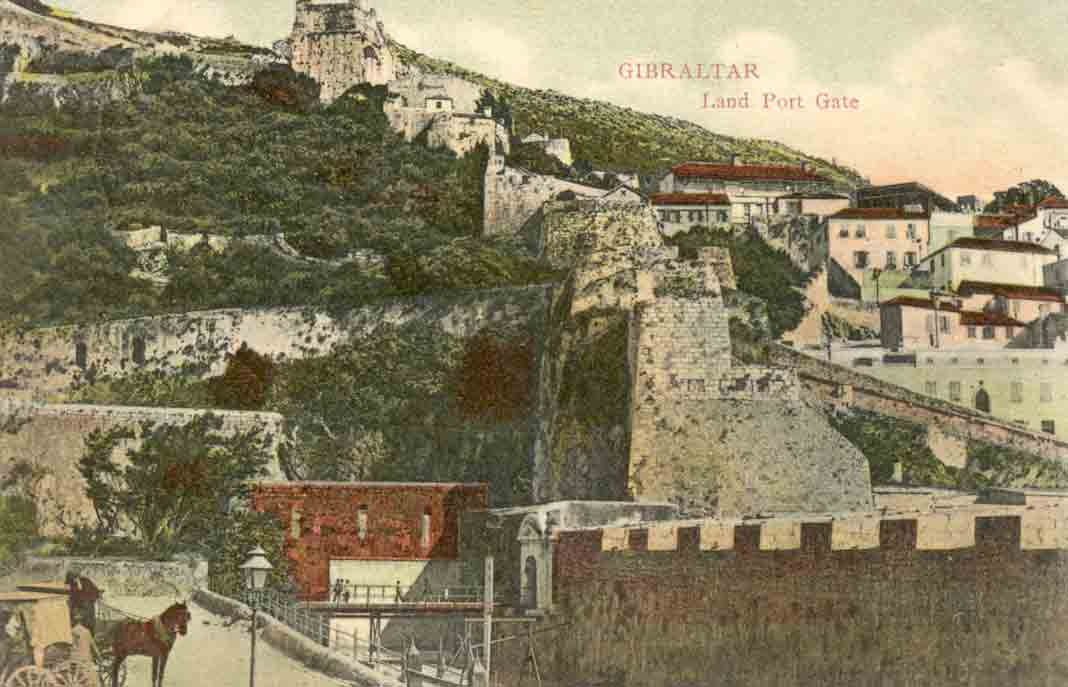
El Castillo Moro de Gibraltar, las murallas meriníes y la Puerta de Tierra edificadas a mediados del en una postal de principios del.

El cerco se completó con el apostamiento de las tropas en la cima de la montaña, sobre la primitiva torre de la Calahorra y en la puerta sur de la ciudad. La situación del campamento del arenal, aislado y expuesto a la llegada de tropas de refuerzo desde el norte fue compensado con la construcción de una profunda cava que atravesaba el istmo desde la playa situada a levante hasta la situada a poniente en la retaguardia del campamento castellano. Según algunas investigaciones esta cava pudo tener una longitud de 1500 metros y con una profundidad suficiente como para alcanzar el nivel del mar, coincidiendo aproximadamente con el trazado de la Línea de Contravalación construida en el siglo XVIII.
El asedio de Alfonso XI fue levantado sin que sus tropas pudiesen conquistar la ciudad. Tras ello el emir meriní Abu-l-Hassan ordenó la completa fortificación de la plaza en previsión de que la ciudad de Algeciras fuera asediada. Se construyó la gran torre de la Calahorra en la cima de la medina y se reforzaron la muralla norte y la Puerta de Tierra, entrada a la ciudad desde los arenales.

### El periodo castellano

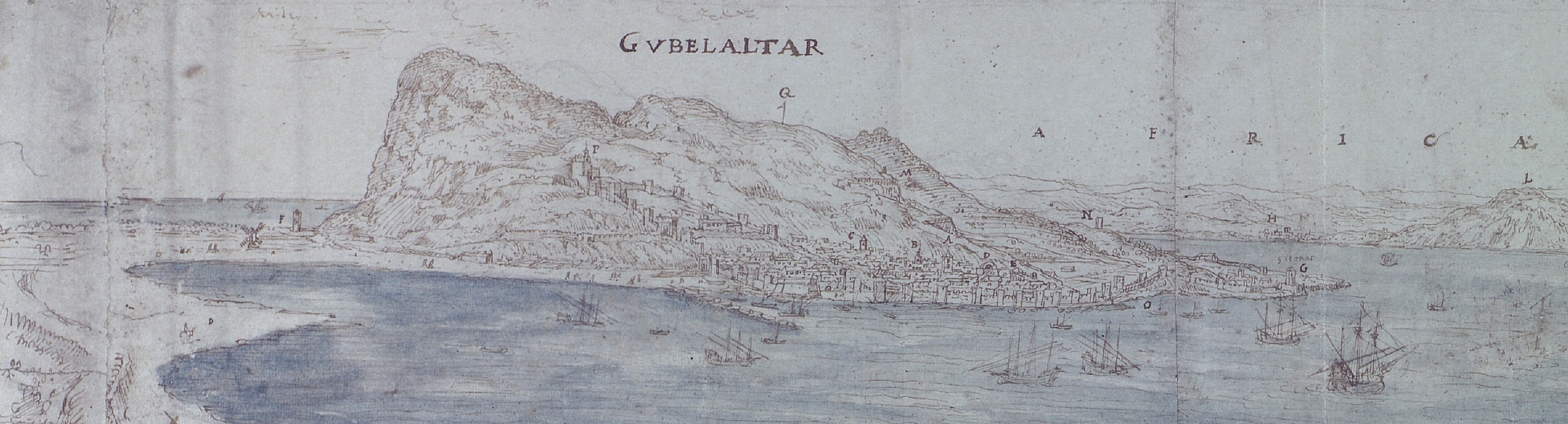
Gibraltar en 1567 (detalle de la 'Vista panorámica de la bahía de Gibraltar hacia la ciudad con la costa africana en el fondo' de Anton Van den Wyngaerde, conservado en el Museo Ashmolean de Oxford). La torre del Diablo aparece señalada con una "F", en el istmo. Un molino a su izquierda, junto a la orilla de la bahía de Algeciras.

Tras la definitiva conquista cristiana de Gibraltar Enrique IV concedió al concejo de la ciudad el antiguo término de las Algeciras que venían aprovechando los vecinos de las localidades de Jerez de la Frontera, Tarifa y Medina Sidonia desde la destrucción de Algeciras en 1379. Se unían estos terrenos al reducido alfoz de Gibraltar correspondiente al espacio limitado por los ríos Guadarranque, Guadiaro y los montes de Castellar de la Frontera. De este modo el istmo, junto con los actuales términos municipales de Algeciras, San Roque, La Línea y Los Barrios, pasaron a formar el término municipal de Gibraltar, el conocido como Campo de Gibraltar histórico, más reducido que el actual con aproximadamente 575 km². El istmo, por su naturaleza arenosa, careció de aprovechamiento agrícola significativo pero, además de ser el territorio por el que discurrían las vías de acceso terrestre a la localidad, fue el solar en el que se edificaron algunas construcciones que, con el tiempo, tendrían un papel relevante en la controversia sobre el istmo durante el primer siglo de soberanía británica.
Durante el siglo XVI se tiene constancia de la existencia de un molino de viento en el istmo, de tipo manchego. Aparece en el dibujo que Anton Van den Wyngaerde realizó en 1567 de la bahía y Peñón de Gibraltar, pero no en la vista de Gibraltar de principios de dicho siglo conservada en la Real Academia de la Historia (referencia 11/8178) y que constituye la vista de la localidad más antigua conocida. El régimen de vientos de la zona hacía posible el establecimiento de estas actividades industriales, por lo que en la década de 1620 el número de molinos ascendía a dos, llegando posteriormente a cinco. El que luego sería conocido en el siglo XVIII como Torre del Molino era el dibujado por Van den Wyngaerde. Se encontraba junto a la orilla de la bahía de Algeciras, a unos mil metros de la Puerta de Tierra de Gibraltar, en las inmediaciones de donde en la actualidad se encuentra la valla.

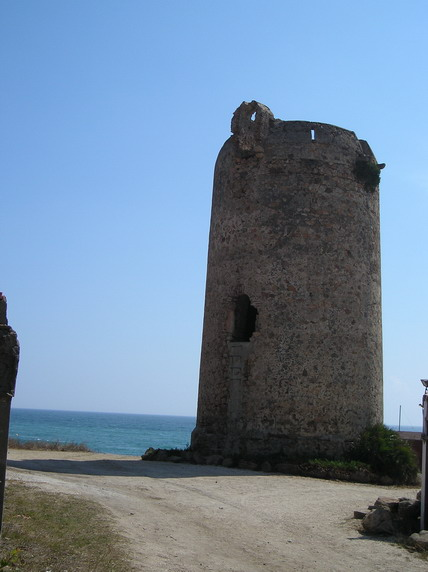
Torre Nueva de La Línea de la Concepción. La ya desaparecida Torre del Molino de Gibraltar era similar a la Torre Nueva. Al igual que esta, era cilíndrica y tenía su entrada a cinco metros de altura.

La otra construcción relevante del istmo fue la Torre del Diablo. Fue construida al pie de la cara norte del Peñón de Gibraltar, sobre unas rocas que se elevaban unos dos metros sobre el arenal del istmo, junto a la costa oriental. Se trataba de una torre almenara de planta circular para la vigilancia de la costa en previsión del ataque de piratas o potencias extranjeras. Es, sin embargo, anterior a la oleada de construcción de torres vigías en las costas andaluzas ordenada por Felipe II y proseguida por sus sucesores durante los siglos XVI y XVII, puesto que aparece no solo en el dibujo de Van den Wyngaerde sino también en la vista de Gibraltar de principios de dicho siglo de la Real Academia de la Historia. La presencia de una torre vigía justo a los pies del peñón podría parecer inútil, dada la existencia de una atalaya en el Hacho (actual Signal Hill), uno de los puntos más elevados del peñón. No es así, sin embargo, ya que cuando sopla el viento de Levante, la cresta del peñón queda oculta por las nubes, perdiendo toda su utilidad como puesto de vigía. Cuando esto ocurría, sin embargo, el istmo no se veía afectado, por lo que una torre vigía allí tenía pleno sentido.

### La Guerra de Sucesión
La guerra de sucesión española fue un conflicto de dimensión europea que enfrentó, por una parte, a Francia y al nuevo rey borbón español, Felipe V, y, por otra, al archiduque Carlos, pretendiente Habsburgo, hijo del emperador Leopoldo, apoyado por Inglaterra, las Provincias Unidas, Portugal y el duque de Saboya (la Gran Alianza), así como por partidarios dentro de los reinos hispánicos, notablemente en la Corona de Aragón. La guerra comenzó en 1701 y no llegó a la península ibérica hasta el año siguiente. En agosto de dicho año, una flota anglo-holandesa al mando del almirante inglés Rooke desembarcó un ejército de unos 14 000 hombres en las proximidades de Cádiz. A pesar de la superioridad aliada, fueron rechazados, no sin protagonizar antes numerosos actos de violencia y pillaje, y forzados a reembarcar. Al año siguiente, Portugal y Saboya se unieron a la Gran Alianza, hasta entonces formada únicamente por Inglaterra, Austria y Holanda. La primera consecuencia fue la coronación del archiduque Carlos en Viena como rey de España, con el nombre de Carlos III, en septiembre de 1703. El pretendiente desembarcó en Lisboa en marzo de 1704 haciendo un intento de adentrarse por vía terrestre en España, con el objetivo de ser reconocido como rey por alguna institución española, pero fue rechazado. Ante el fracaso, se tomó la decisión de utilizar la vía marítima para conseguir ese necesario punto de apoyo en territorio español. El lugar elegido fue Barcelona y así, una flota anglo-holandesa, al mando de Rooke, comandante de la flota aliada en España, transportó un ejército al mando del príncipe de Hesse-Darmstadt, comandante del ejército aliado, a dicha ciudad, en donde desembarcó el 17 de mayo. Sin embargo, la expedición constituyó un nuevo fracaso. De regreso, la flota asedió Gibraltar, que estaba defendida solo por 400 hombres, la mayoría milicianos, al mando del gobernador Diego de Salinas. El 1 de agosto de 1704, 61 naves con una dotación de 4000 cañones, 9000 infantes y 25 000 marineros llegaron a la bahía de Gibraltar (hoy de Algeciras) situándose frente al puerto de la ciudad.
Entre 3000 y 4000 soldados de infantería desembarcaron en Punta Mala, al norte de la bahía, donde establecieron su campamento. En las siguientes horas mensajeros del príncipe de Hesse-Darmstadt recorrieron el istmo y entregaron a las autoridades de la ciudad dos cartas, una firmada por el pretendiente (escrita en Lisboa el 5 de mayo), y otra por el propio príncipe, conminando a la ciudad a reconocer a Carlos III como rey. La negativa de las autoridades a quebrar su juramento de fidelidad a Felipe V llevó al príncipe a enviar una nueva carta en la que exigía la rendición inmediata de la plaza bajo amenaza de tomarla por la fuerza. Ante una nueva negativa, en la tarde del 2 de agosto, el príncipe, al mando de mil ochocientos soldados de infantería, se situó en el istmo a escasos metros de las murallas de Gibraltar, cortando las comunicaciones de la población con el continente, mientras que la flota formaba en una línea frente a la ciudad. El bombardeo comenzó a las 5 de la mañana del 3 de agosto produciendo numerosos daños en el frente marítimo de la ciudad. Ahí se concentró la lucha, desembarcando a mediodía tropas anglo-holandesas en los muelles, así como al sur del recinto amurallado, con las tropas destacadas en el istmo atacando la puerta de Tierra gibraltareña.

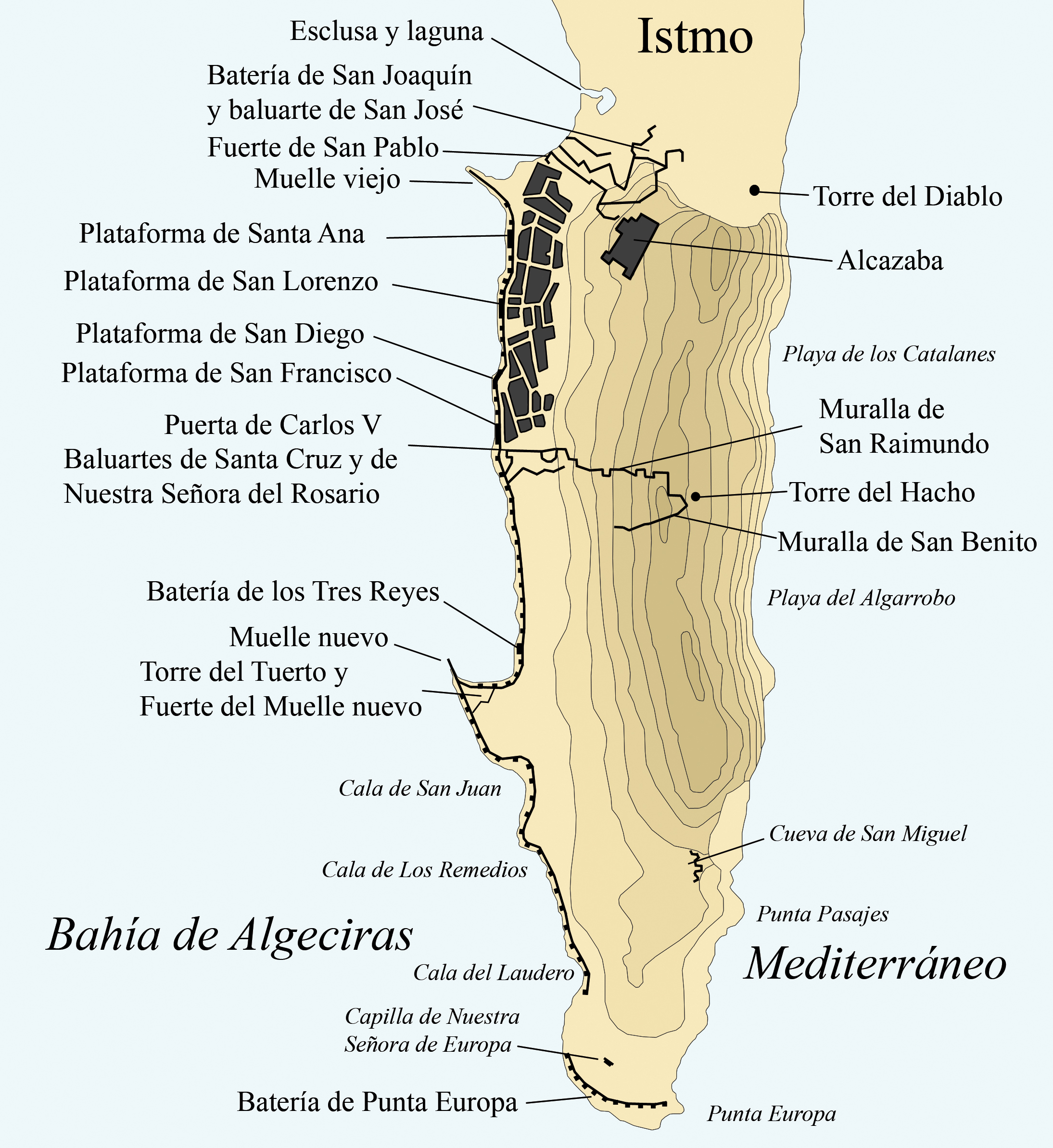
Defensas de Gibraltar tras la toma en 1704.

Ante el castigo que estaba sufriendo la población y, sobre todo, debido a la toma como rehenes de los civiles y religiosos refugiados en la ermita de Nuestra Señora de Europa, situada en el extremo sur de la península, fuera del recinto amurallado (la imagen de la Virgen fue profanada, siéndole arrancada la cabeza del Niño y finalmente arrojada por los acantilados), las autoridades de Gibraltar decidieron capitular. Las condiciones de la capitulación fueron generosas: las tropas tenían un plazo de tres días para abandonar, con sus pertrechos y de forma honrosa, la plaza; los vecinos de Gibraltar podrían abandonar la ciudad o permanecer en ella, con la única condición de prestar juramento de fidelidad al rey Carlos III. Sin embargo, a pesar de tener garantizada su seguridad y sus derechos religiosos y civiles, la práctica totalidad de la población decidió abandonarla (apenas permanecieron 70 de los 4000 habitantes de la ciudad). La violencia de la soldadesca y marinería y su furia anticatólica, apenas contenidas por la oficialidad, hicieron temer a los moradores de la ciudad que los desmanes de Cádiz dos años antes iban a repetirse, por lo que confiaron en una rápida recuperación de la plaza. El 7 de agosto de 1704, una larga procesión de moradores de Gibraltar, encabezada por la guarnición y por el concejo, abandonó la plaza recorriendo el istmo. De los cuatro mil habitantes de Gibraltar, la mayor parte se asentaron en las inmediaciones. El grueso lo hizo en las inmediaciones de la ermita de San Roque, origen de la actual localidad de San Roque; en resto en los predios de Los Barrios y Algeciras.
La toma de Gibraltar para el archiduque significaba la posesión de un importante punto de apoyo en la península ibérica, que debía permitir avanzar hacia el interior y desalojar a los borbónicos. Por una parte, podría, tras la toma de Cádiz, abrir la ruta hacia Madrid vía Sevilla. Por otra, permitiría avanzar, por tierra y por mar, por el Levante, hasta llegar a Barcelona. Sin embargo, los planes austracistas no pudieron ponerse plenamente en marcha debido a la reacción borbónica. La pérdida de Gibraltar había producido un gran impacto en el rey Felipe, el cual ordenó al capitán general de Andalucía, el marqués de Villadarias, recuperar la plaza, para lo que reunió un ejército de unos 8000 hombres, al que se le unió un contingente francés de unos 3000. Aunque las fuentes documentales no son claras en cuanto a las fechas, sobre el 4 de octubre de 1704 se presentan en el campo de Gibraltar las tropas españolas compuestas por unos nueve mil efectivos, principalmente los correspondientes a los ejércitos de Andalucía y Extremadura y tres mil soldados franceses. Al mando de los soldados galos se encontraría el general Cavane que también debía mandar a doce navíos y veinte piezas de artillería. Comenzaba así el primer asedio español para tratar de recuperar la ciudad.
En la parte británica el Príncipe de Hesse-Darmstadt que se había hecho cargo del gobierno de Gibraltar mandó artillar la zona cercana al istmo así como crear diversos tipos de obstáculos para impedir el asalto a la ciudad. A las puertas de la ciudad ya en las zonas arenosas del istmo los británicos construyeron una laguna unida a la bahía de Algeciras por una esclusa y un profundo foso que impedía el paso de los sitiadores a la ciudad. Los efectivos militares presentes en Gibraltar eran de apenas tres mil hombres que habían quedado tras la toma de la ciudad y a los que se habían unido soldados desertores del ejército español.
Durante los primeros días de asedio las fuerzas españolas se centraron en despejar la zona del istmo derruyendo el viejo molino y construyendo las primeras líneas de ataque desde el 21 de octubre. El comandante del Cuerpo de ingenieros Bernardo Elizagaray supervisó la construcción de una batería de cuatro morteros que debía atosigar las defensas norte de la ciudad. Se completaría esta primitiva línea de ataque sobre el istmo con otras baterías, terminadas los días 6 y 8 de noviembre, que batían contra las baterías de la falda de la montaña y la batería oriental.
Ante la escasez de alimentos en la ciudad los sitiados pidieron ayuda a la escuadra de Sir John Leake que se encontraba por aquel entonces en las proximidades de Lisboa. La llegada de sus dieciocho barcos coincidió con un intento de los sitiadores de trasladar tres mil hombres en barcas hasta el muelle sur de la ciudad, este plan fue abortado a tiempo para impedir que los barcos británicos los acometieran en aguas de la bahía aunque dos fragatas y un bergantín franceses que se encontraban en la zona fueron incendiados tras la huida de su tripulación. Tras esto las aguas de la Bahía de Algeciras fueron dominadas por la escuadra británica y la artillería española en tierra tuvo que dejar sus acciones hacia la ciudad para impedir que el cañoneo desde el mar acabara con ella.
El día 11 de noviembre, según Juan Romero de Figueroa, se acometió un intento de ataque desde tierra cuando unos quinientos hombres al mando del coronel Figueroa y guiados por el pastor local Simón Susarte pretendió tomar las alturas del peñón, el intento se saldó con la muerte de la expedición mientras esperaba la acción simultánea del ejército del istmo.

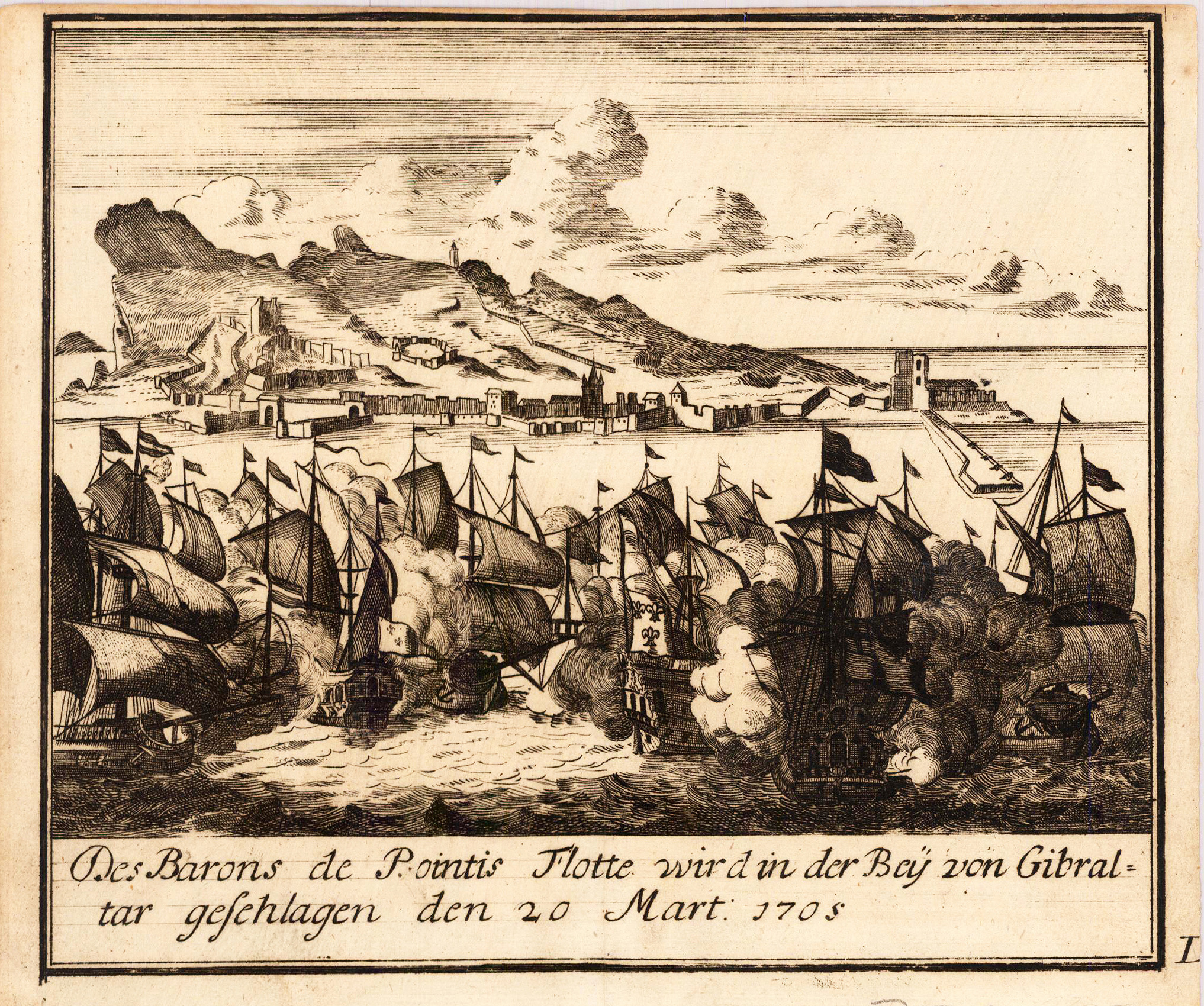
Llegada de la flota francesa al mando del marqués de Pointy a la bahía de Algeciras en un grabado de 1715.

Las trincheras españolas cuyo mantenimiento resultó muy costoso debido a los fuertes temporales que azotaron la zona continuaban avanzando hacia la ciudad bajo el fuego gibraltareño. El 6 de febrero el ejército sitiador logró abrir brecha en las murallas norte de la ciudad y al día siguiente se mandó atacar la ciudad por ese punto a dieciocho compañías apoyadas en la retaguardia por las tropas de Francia. Desde las faldas del monte se abrió fuego contra los sitiadores, la mitad de ellos pertenecientes al cuerpo de granaderos que hubieron de retroceder tras la retirada de las tropas francesas dejando cerca de doscientos muertos entre sus filas a los pies de Gibraltar.
El día 8 de febrero de 1705 llegó al campo español un refuerzo de efectivos de cuatro mil hombres que debían sustituir a los sitiadores que habían caído por enfermedad o fuego británico. Desde Francia se envió también al mariscal de Tessé para reemplazar al mariscal de Berwik al mando de las tropas. El marqués de Villadarias tomó esta sustitución como un insulto personal y junto a otros generales españoles se retiró del campamento llevando sus quejas al rey de Francia. El mariscal de Tessé pretendía tomar la ciudad con ataques conjuntos desde tierra y mar, para ello debía aún esperar la llegada del marqués de Pointy y sus trece navíos que tuvo lugar el 28 de febrero.
A la llegada de la flota de Francia los defensores de Gibraltar pidieron el regreso del almirante Leake. Éste zarpa de Lisboa el día 6 de marzo con una flota de cuarenta barcos, entre ellos cuatro holandeses y ocho portugueses. Su llegada el 17 de marzo sembró el temor entre la escuadra francesa que rápidamente zarpó hacia el mediterráneo bajo el fuego de las baterías de Punta Europa y mientras la escuadra inglesa que se encontraba ya en las proximidades de punta Carnero emprendía su persecución. Fueron capturandos los buques Arrogant, Ardent y Marquis y ante el hostigamiento británico el almirante Pointy mandó quemar los buques Magnanime y Lis tras haber desembarcado sus tropas en Marbella.
Perdida la flota francesa y ante las grandes pérdidas y deserciones del ejército hispanofrancés a principios de abril de 1705 el mariscal de Tesse envió una carta al rey de Francia informándole de que debía retirarse del Campo y levantar el sitio de Gibraltar. Así lo hizo dejando en la zona tropas que mantuvieran las posiciones españolas en el istmo.

### El tratado de Utrecht
Tras la muerte del emperador José I en abril de 1711, el archiduque Carlos le sucedió como emperador, lo que provocó que Gran Bretaña tratase poco después de acordar la paz con el rey francés, Luis XIV. Británicos y franceses comenzaron secretamente conversaciones que duraron meses, centrándose en el reconocimiento dinástico mutuo (Felipe era reconocido por Gran Bretaña como rey de España en tanto que franceses y españoles daban la espalda al pretendiente jacobita y reconocían a Ana como reina), en cerrar el paso a una futura unión de las coronas francesa y española, y en permitir a los británicos conservar las adquisiciones de plazas estratégicas que habían hecho durante la guerra, algo que los franceses aceptaban siempre que las cesiones fuesen españolas y no francesas. En septiembre, los británicos solicitaron formalmente quedarse con Mahón y Gibraltar, que ocupaban en ese momento. En diciembre, el rey Felipe acordó con su abuelo que este le representase en la conferencia de paz que había de celebrarse en Utrecht, pero sin darle poderes para ceder territorios españoles. La conferencia de paz de Utrecht comenzó en enero de 1712, habiendo ya llegado franceses y británicos a un acuerdo por el que España debía ceder Gibraltar y Mahón así como conceder el "asiento de negros" en las Indias españolas. Sin embargo, durante la conferencia, los británicos exigieron la expansión de los territorios que ya controlaban, pidiendo la totalidad de la isla de Menorca (lo que fue concedido por Luis XIV) y un espacio alrededor de la ciudad de Gibraltar equivalente al alcance de dos disparos de cañón. La exigencia de este espacio (une etendue de terre de deux portées de cannon) era el fruto de un nuevo concepto que Gran Bretaña trataba de introducir en el Derecho Internacional: que la posesión de una fortaleza llevaba aparejada la posesión sobre la extensión de tierra o mar bajo el alcance de sus cañones. La aplicación del concepto, sin embargo, se veía sujeta a problemas prácticos, como el alcance de un "disparo de cañón", que dependía del modo en el que se hiciese el disparo. Mientras que un disparo de máxima elevación (à toute volée) podía alcanzar una distancia de más de 1000 toesas (unos 2 km), un disparo rasante, de punto en blanco (de point en blanc), se llegaría a entre 250 y 360 toesas del punto de disparo (entre 500 y 700 metros). La demanda británica podría hacer llegar el territorio controlado en Gibraltar hasta las estribaciones de Sierra Carbonera, más allá del istmo. Y no solo eso, la aplicación de este principio hubiese afectado a otros tratados que se negociaban paralelamente, como el tratado de la Barrera acordado entre Gran Bretaña y las Provincias Unidas, por el que se permitía a los holandeses guarnicionar varias plazas fuertes de los Países Bajos Españoles (las plazas de la Barrera) con el fin de prevenir agresiones francesas (los términos del tratado de la Barrera fueron incluidos en el tratado de Rastatt de 1715 firmado entre Francia y el Imperio, por el que los austriacos obtuvieron la posesión de las antiguas posesiones españolas en los Países Bajos. La aplicación del principio sugerido por los británicos hubiese aumentado el territorio en control de los holandeses, por lo que los negociadores franceses, en abril de 1712, se negaron a reconocer la aplicación de este principio al caso de Gibraltar, dejándolo para futuras negociaciones directas entre británicos. Hasta entonces los negociadores españoles seguían sin poder tomar parte en las negociaciones (la excusa francesa es que los británicos no negociarían con el rey España, Felipe, hasta haber llegado a un acuerdo separado con Francia, en el que reconocerían a Felipe como rey de España). En noviembre de 1712, a petición de Luis XIV y como paso previo a la firma del tratado, Felipe acordaba la cesión de Gibraltar a los británicos y firmaba un armisticio por el que acordaba levantar el bloqueo al que estaba sometido Gibraltar. Sin embargo, las tropas españolas no se retiraron del istmo, lo que provocó nuevos incidentes con las tropas británicas. A la queja de Thomas Stanwix, gobernador de Gibraltar, acerca de la presencia de centinelas y puestos de guardia al pie mismo de las fortificaciones de Gibraltar, le sucedió otra del secretario de Estado español, el marqués de Bedmar. Lord Lexinton, embajador británico en la corte de Madrid le comunicó a Stanwix que no debía oponerse a la presencia de tropas españolas en las inmediaciones de la plaza ("... no tenemos aún Tratado de Paz y todavía no se nos ha cedido ningún territorio alrededor de Gibraltar. No veo, pues, cómo se puede pretender impedir que acuartelen tropas donde les parezca bien dentro de su propio territorio no cometiendo en consecuencia acto hostiles contra la plaza").
Finalmente, en abril de 1713, se firmó el acuerdo franco-británico, y solo entonces los plenipotenciarios españoles pudieron unirse a las negociaciones en Utrecht. El 13 de julio firmaron el tratado de paz con Gran Bretaña. Los puntos esenciales del tratado habían sido acordados previamente entre británicos y franceses (sin embargo, la cesión del territorio situado a una distancia inferior al de dos disparos de cañón se perdió en las negociaciones directas hispano-británicas).

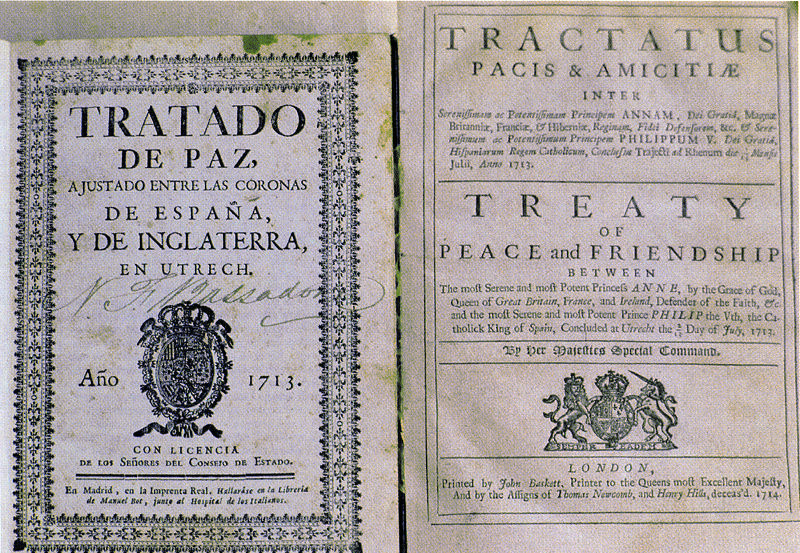
Edición en español del Tratado de Utrecht (izquierda). Copia en latín e inglés (derecha).

Además del reconocimiento mutuo (de Felipe como rey de España y Ana como reina de Gran Bretaña), la cesión de Menorca y la concesión de diversas ventajas comerciales, el tratado, en su artículo X, contemplaba la cesión de Gibraltar:

El Rey Católico, por sí y por sus herederos y sucesores, cede por este Tratado a la Corona de la Gran Bretaña la plena y entera propiedad de la ciudad y castillos de Gibraltar, juntamente con su puerto, defensas y fortalezas que le pertenecen, dando la dicha propiedad absolutamente para que la tenga y goce con entero derecho y para siempre, sin excepción ni impedimento alguno. [..] dicha propiedad se ceda a la Gran Bretaña sin jurisdicción alguna territorial ...

El artículo X del tratado no incluía ninguna mención expresa al territorio circundante, declarando que afectaba solamente a "la ciudad y castillos de Gibraltar, juntamente con su puerto, defensas y fortalezas que le pertenecen".

### Entre la cesión a Gran Bretaña y el asedio de 1727
A finales de 1713, el teniente gobernador británico de Gibraltar, Ralph Congreve, ordenó a sus tropas la ocupación de la torre del Diablo y del molino. Andrés Pérez, comandante de las tropas españolas, protestó inmediatamente, primero de manera verbal y después, de forma más enérgica, por carta, el 2 de enero de 1714. Pérez le exigió a Congreve que evacuase a los soldados que se hallaban estacionados en dichos edificios, al no constituir parte de las defensas de Gibraltar. Ante ello, Congreve respondió que, en todo caso, se trataba de elementos de gran utilidad para la defensa de la plaza, al hallarse la torre del Diablo "a tiro de mosquete de una de nuestras baterías" en tanto que el molino estaba "a tiro de cañón".
El embajador británico en Madrid recibió instrucciones para negociar con Felipe V el reconocimiento de la ocupación del molino y la Torre del Diablo basándose en que se trataría de elementos pertenecientes a las defensas de la ciudad. Felipe, sin embargo, no cedió a las presiones británicas, de forma que cada vez que tropas procedentes de Gibraltar ocupaban los edificios se elevaba una protesta española. En 1723, el embajador británico en Madrid, William Stanhope, varió su argumentación y volvió de nuevo al argumento relativo al terreno cubierto por la artillería del territorio cedido: "... es indiscutible que, cuando se cede una plaza, se cede tácitamente al mismo tiempo todo el terreno dominado por su artillería, puesto que, de otro modo, la cesión no sería de utilidad". Finalmente se desarrolló un acuerdo tácito e informal, de modo que ambas edificaciones fueron desalojadas tanto por españoles como británicos, constituyendo el límite más allá del cual los ejércitos respectivos no perseguían a sus desertores.
La no aceptación de la presencia británica más allá de los límites de la ciudad se plasmó de manera formal en enero de 1727. Cuando España y Gran Bretaña entraron en guerra por Gibraltar, la extensión de las fortificaciones de Gibraltar más allá de lo estipulado en el Tratado de Utrecht ("[los británicos] ha[n] extendido sus fortificaciones excediendo los límites prescritos y estipulados") fue uno de los argumentos utilizados por España para considerar nulo el tratado. Durante todo el tiempo transcurrido desde la firma del tratado de Utrecht, la comunicación entre Gibraltar y España había permanecido cerrada, siguiendo los términos del tratado, incluso aunque los británicos habían solicitado en 1717 la posibilidad de permitir el aprovisionamiento de la ciudad desde España.

### El asedio español de 1727 y sus consecuencias
El fin de la Guerra de Sucesión y la firma de la Paz de Utrecht había dejado profundamente insatisfecho al nuevo rey español, que hizo de la revisión de los acuerdos de Utrecht en lo relativo a Italia, y de la restitución de Gibraltar y Menorca, los pilares de su política exterior. España se embarcó en varias guerras durante las primeras décadas del siglo XVIII con el objetivo de restablecer el dominio español en Italia. El primer intento español de acabar con el statu quo tuvo lugar en 1717-1718, cuando tropas españolas conquistaron Cerdeña y Sicilia, lo que hizo que las potencias de la Cuádruple Alianza (Gran Bretaña, las Provincias Unidas, Francia y el emperador Carlos VI) declarasen la guerra a España, por lo que los españoles, tras sufrir varias derrotas, tuvieron que evacuar sus conquistas y firmar el Tratado de La Haya (1720), que ponía fin a la denominada Guerra de la Cuádruple Alianza. Durante este tiempo, el rey y el gobierno británicos hicieron, desde 1716, diversas propuestas a Felipe V para restituir Gibraltar, en contrapartida por el mantenimiento de las ventajas comerciales que Utrecht le daba a Gran Bretaña en las posesiones americanas de España, por el abandono por parte de España de sus aspiraciones bélicas o por el trueque con alguna posesión española en América. Estas ofertas se frustraron siempre no solo ante la negativa del Parlamento británico para retornar Gibraltar a España, sino también por la preferencia por las posesiones italianas por parte de los monarcas españoles.
Desengañado con las incumplidas promesas británicas para retornar Gibraltar, Felipe V se aproximó a su antiguo enemigo, el emperador Carlos VI, prometiéndole ventajas comerciales en la América española, similares a las ya disfrutadas por los británicos, a la Compañía de Ostende a cambio de ofrecer su mediación y sus buenos oficios para la restitución de Gibraltar a España. En respuesta al tratado de Viena, firmado en 1725 entre España y Austria, y a la exigencia española de restitución de Gibraltar, el gobierno británico creó una alianza contraria, la Liga de Hannover, el 3 de septiembre de 1725, formada por Gran Bretaña, Francia y Prusia (y más tarde secundada por las Provincias Unidas, Portugal, Suecia y Dinamarca). Durante 1726 las relaciones entre Gran Bretaña y España fueron deteriorándose. Ambos movilizaron tropas y entraron en una escalada de notas diplomáticas. La guerra comenzó después de que el gobierno español enviase una carta al británico en enero de 1727 declarando nulo el artículo X del tratado de Utrecht ante "las infracciones hechas sobre el tratado" por parte del gobierno británico.
La guerra no fue declarada formalmente, pero los españoles destacaron un ejército de más de 18 000 soldados de infantería y 700 de caballería en el campamento español al norte de Gibraltar. El encargado de comandar el ejército español era el conde de las Torres, virrey de Navarra. También fue mandado llamar el ingeniero militar Jorge Próspero de Verboom, para hacerse cargo del cuerpo de ingenieros. El asedio, sin embargo, sería puramente terrestre, ante el mal estado de la flota española, aún no recuperada de la derrota en cabo Passaro, durante la Guerra de la Cuádruple Alianza.

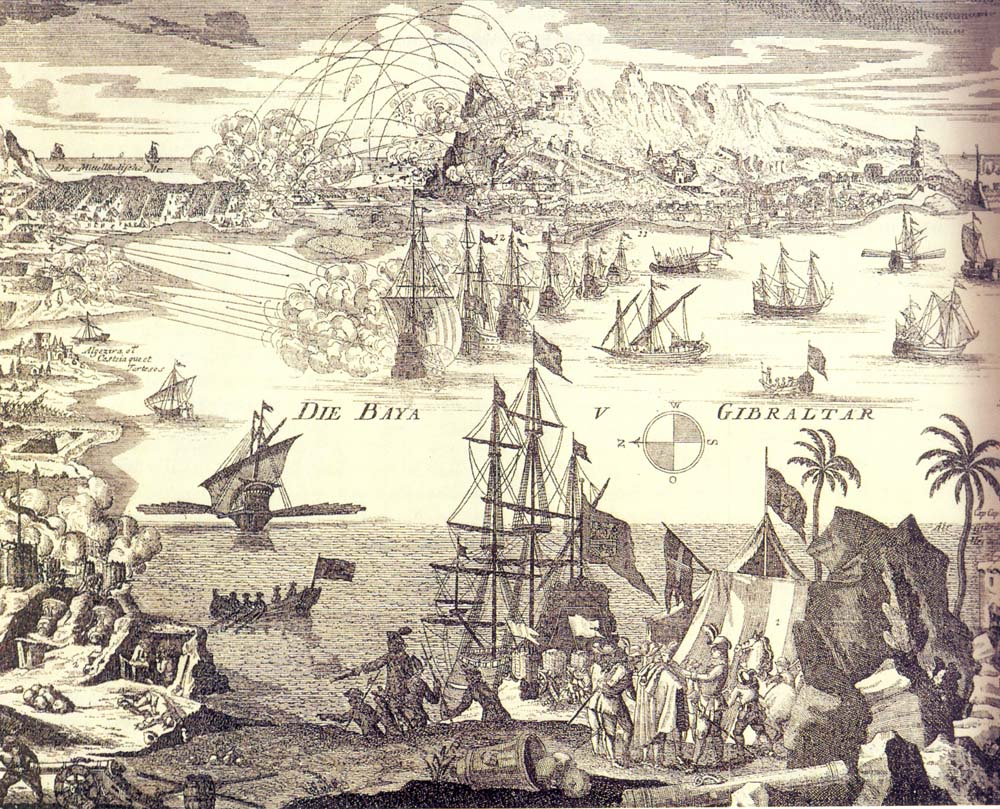
Grabado alemán describiendo el sitio de 1727.

El 20 de febrero de 1727 comenzó el asedio. El istmo fue el escenario principal de las operaciones. Inicialmente, las tropas sitiadoras ocuparon los edificios del istmo y abrieron trincheras entre ellos, llegando a la pequeña laguna que existía al norte de los muros de la ciudad.
Verboom consideró que el asedio sería infructuoso sin el dominio del mar:

... es infructuoso el ataque por tierra, y mientras no haya fuerzas marinas para contrarrestar las inglesas y hacer el ataque verdadero por mar, [..] con sólo una división en el istmo es quimera pretender ganar a Gibraltar.

Cuatro meses después de su comienzo, el 23 de junio, las tropas españolas cesaron en sus ataques, aunque no levantaron el sitio.
- 18 de abril de 1728. Finaliza el sitio.
- 21 de junio de 1728. El rey Felipe V emite un Real Decreto estableciendo que "el terreno comprendido por el alcance de punta en blanco del cañón disparado desde la punta más avanzada de la Plaza, que se regula en setecientas varas, habría de mantenerse neutral sin que se ocupase ni por una ni por otra parte...". El decreto también declaraba que se trataba de una disposición provisional.[56]

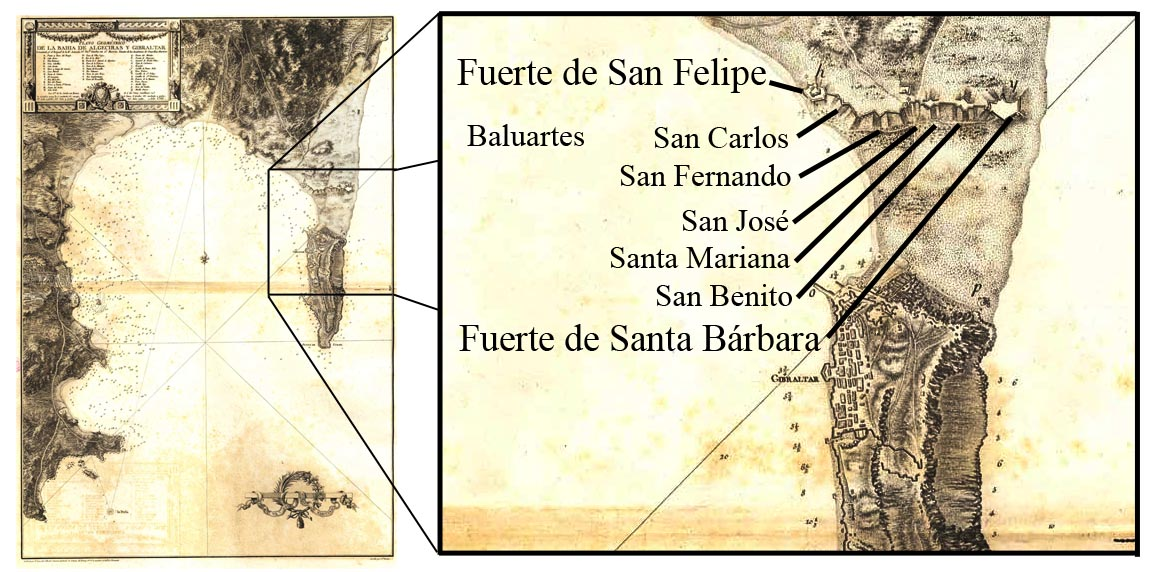
Fortificaciones de La Línea de Contravalación.

Con el fin de evitar estas expansiones, el rey Felipe V ordenó construir un sistema de fortificaciones a poco más de un kilómetro del Peñón. La orden fue dada el 2 de noviembre de 1730 al director de Ingenieros, Jorge Próspero de Verboom, para la construcción de dos fuertes, uno situado a levante y otro a poniente del istmo, unidos ambos por una línea de fortificación, con el propósito de impedir el tránsito y hacer prevalecer los derechos sobre el istmo, además de hacer patente la presencia española en la zona, prohibiendo a los barcos ingleses el atraque fuera del puerto de Gibraltar. En 1731 se inició la construcción de los dos grandes fuertes, llamados de Santa Bárbara y San Felipe. El primero recibió este nombre en honor de la patrona del arma de Artillería, ubicándose en la playa de levante. El segundo toma su nombre del rey, Felipe V, y se sitúa en la playa de poniente. Entre estos dos fuertes se construyó una gran muralla central con varias plazas de armas en punta de diamante con sus cuerpos de guardia respectivos, discurriendo desde Santa Bárbara a San Felipe. Todos ellos, se encontraban situados a una distancia equidistante, llamados de Santa Mariana, San Benito, semi-plaza de armas y cuerpo de guardia de San José, San Fernando y San Carlos. Esta línea fortificada, finalizada en 1735, fue conocida como la "Línea de Contravalación de Gibraltar" y es el origen de la población de La Línea de la Concepción. Esta contravalación marcaba el límite norte del territorio neutral entre España y Gibraltar, de 156 hectáreas.

### El Gran Sitio (1779-1783)

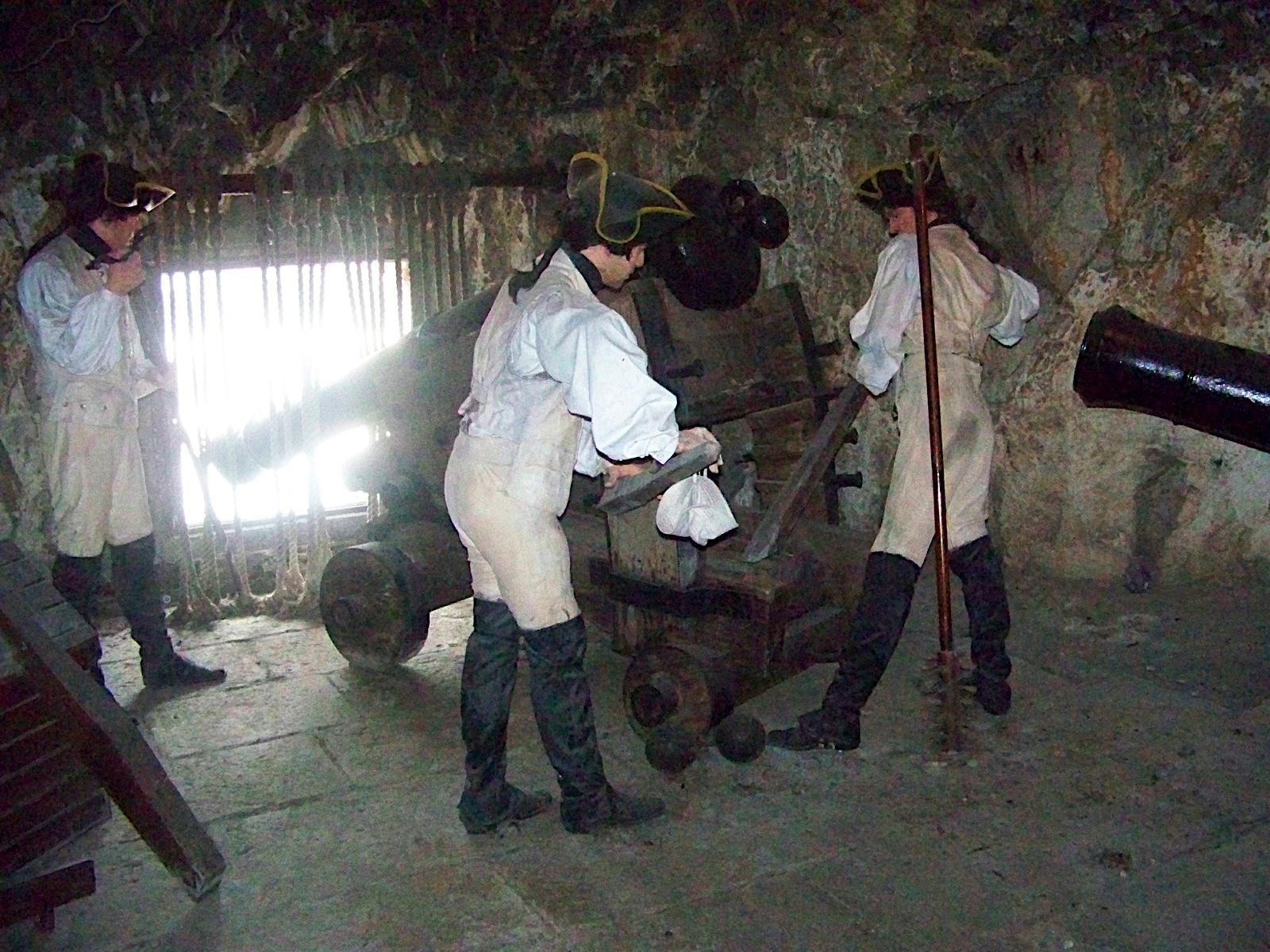
Recreación de un grupo de artilleros sirviendo una pieza de artillería en los túneles del Gran Sitio, excavados en el frente Norte del Peñón de Gibraltar.

Sitio de Gibraltar de 1779

### La Guerra de la Independencia
Tras los sucesos del 2 de mayo de 1808, los españoles contrarios al nuevo gobierno y a la invasión francesa pasaron a ser aliados. Entre aquellos, se encontraba el general Castaños, comandante militar del Campo de Gibraltar, el cual desde años antes se venía oponiendo a la política exterior de Manuel Godoy, mantenía relaciones cordiales con las autoridades británicas de Gibraltar. Así, años antes, en 1805, había devuelto a las autoridades británicas una patrulla que había sido capturada por sus tropas en las inmediaciones de la torre del Molino, incluso si las hostilidades entre España y Gran Bretaña se habían reanudado poco antes. Tras el levantamiento popular en Madrid, Castaños, con las tropas del Campo de Gibraltar que tenía a sus órdenes (unos siete mil hombres, el único ejército español aún intacto) se puso a las órdenes de la recién creada Junta de Sevilla. Castaños mantenía estrechas relaciones con el general Dalrymple, teniente gobernador de Gibraltar, con el que había llegado a un acuerdo, ya en abril de 1808, para recibir tropas y pertrechos en caso de enfrentarse con los franceses. El militar británico mantuvo sus compromisos y proporcionó a Castaños suministros para aprovisionar el ejército que estaba creando y que eventualmente derrotaría a los franceses en Bailén en julio de 1808. Como consecuencia de la derrota, el rey José tuvo que evacuar Madrid y dirigirse hacia la frontera hispano-francesa. Sin embargo, la ofensiva española terminó en fracaso ante la entrada en España del propio Napoleón, al frente de un potente ejército, la Grande Armée, en noviembre de 1808. Las tropas españolas y sus aliados británicos fueron derrotados en sucesivas ocasiones a finales de 1808 y durante 1809, por lo que la Junta Central tuvo que abandonar la Meseta y trasladarse a Andalucía, asentándose en Sevilla. En estas circunstancias, a finales de enero de 1809, se desmantelaron las fortificaciones de La Línea de Contravalación y se embarcaró todo el material artillero y tropas (unos 700) para reforzar las guarniciones de Valencia y Barcelona. El historiador británico George Hills atribuye la orden a Castaños, tal como fue reflejado en el Gibraltar Chronicle del 28 de enero de dicho año, si bien éste había sido destituido de su jefatura del Ejército del Centro por la Junta Central en diciembre de 1808 y se encontraba arrestado en el monasterio de San Isidoro del Campo en Santiponce, privado de mando, del que salió a principios de febrero para establecer su residencia en Algeciras, aunque todavía bajo proceso por parte de la Junta.
En Gibraltar, las autoridades británicas siguieron su política de colaboración. El nuevo teniente gobernador de Gibraltar, Colin Campbell, que había sucedido a Dalrymple en agosto de 1808, estableció unas relaciones estrechas y cordiales con los militares españoles
(a diferencia de la mayor parte de los militares británicos tenía una buena opinión de sus colegas hispanos), lo que le sirvió para reforzar las guarniciones de Ceuta y Tarifa, y más tarde para respaldar militarmente a la Regencia de Cádiz (tras la entrada de los franceses en Andalucía, la Junta Central huyó de Sevilla el 23 de enero, pasó a Cádiz, se autodisolvió y traspasó sus poderes a la Regencia el 29 de enero; dos días después, sus integrantes juraron sus cargos, con Castaños como presidente). El año y medio de tranquilidad que habían vivido Gibraltar y su Campo tocaban a su fin.
En Gibraltar, el 20 de enero, el ingeniero jefe de la guarnición británica recibió órdenes del teniente gobernador Campbell para "prepararse para destruir las líneas españolas, sus fuertes y sus baterías" en las inmediaciones de Gibraltar. Las órdenes fueron efectivamente cursadas el 2 de febrero, comenzando el día 10 la destrucción de las líneas situadas entre los fuertes de San Felipe y Santa Bárbara, a cargo de los obreros del arsenal y de civiles que se ofrecieron voluntarios. Los fuertes fueron volados el 14 de febrero tras hacer explosión las cargas situadas en las minas que se habían excavado bajo los fuertes. También fueron destruidas las baterías que se habían construido alrededor de la bahía de Algeciras (las baterías de Punta Mala, torre del Mirador, boca del Guadarranque y Punta Carnero). Aquí fueron la marinería de la Armada británica e integrantes del escuadrón portugués que se encontraba en la colonia británica, dirigidos por ingenieros militares, los encargados de la labor de demolición. En su edición del 17 de febrero, el Gibraltar Chronicle dio cuenta de la voladura de los fuertes españoles tres días antes, que fue contemplada por una gran multitud, resultando en un espectáculo "grandioso y pintoresco". Los británicos se llevaron gran cantidad de las piedras de sillería a Gibraltar, donde las emplearon para construir edificios y obras de fortificación. La destrucción de las fortificaciones españolas constituyó el origen de la actual localidad de La Línea de la Concepción, que se iría edificando sobre las ruinas de La Línea de Contravalación.

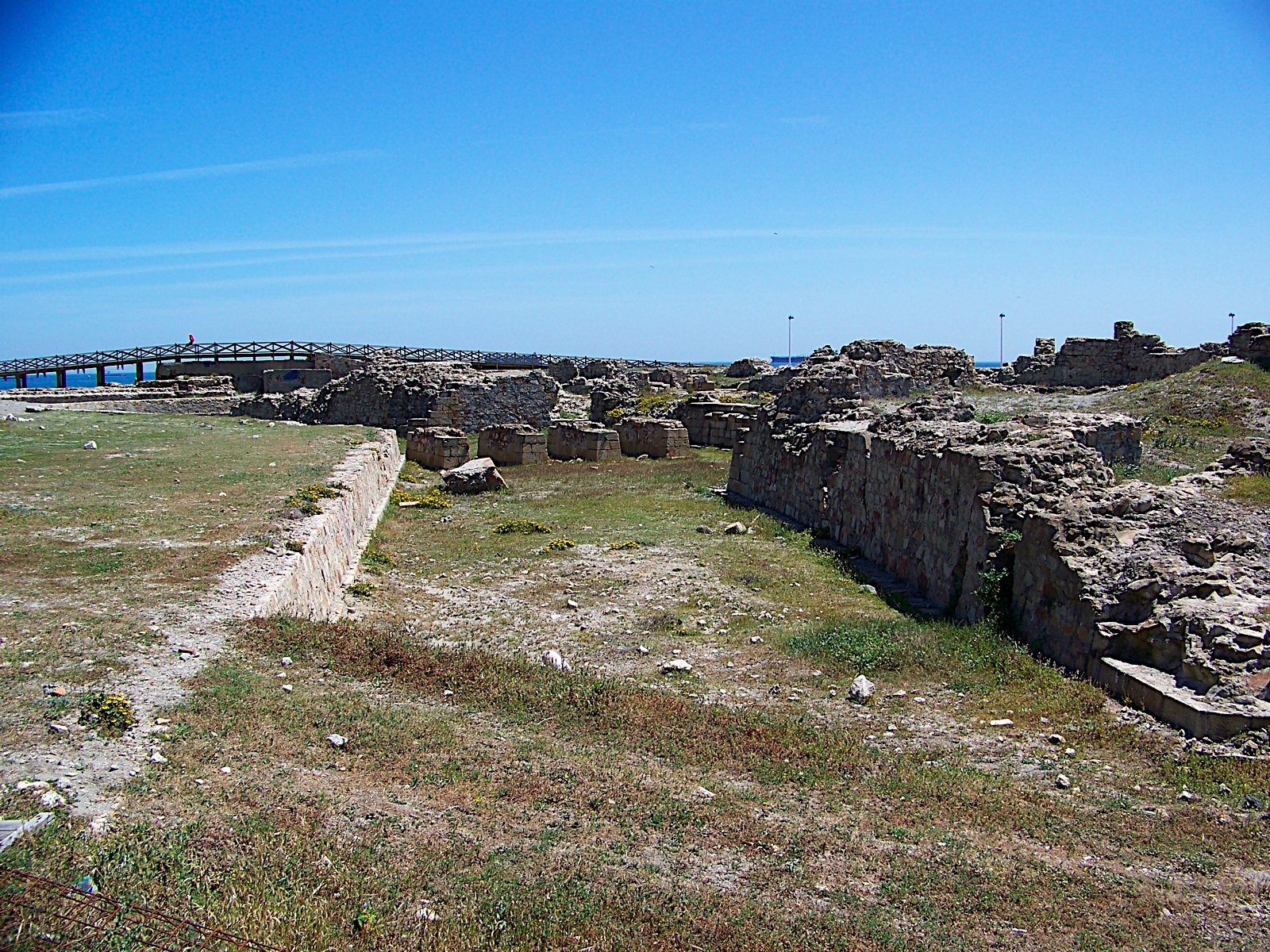
Restos del fuerte de Santa Bárbara.

Las razones aducidas para destruir las fortificaciones fue que podían ser utilizadas por los franceses para asaltar, o al menos bloquear, Gibraltar. Según George Hills, no se conservan registros contemporáneos que permitan explicar qué autoridades, españolas o británicas, solicitaron o al menos o autorizaron la demolición de las fortificaciciones. Lo único que se conserva es una comunicación de Campbell a Lord Liverpool, secretario de Estado de Guerra y Colonias, con fecha del 6 de febrero, en la que afirmaba que la destrucción de las fortificaciones recibió el permiso de la Regencia a través del general Castaños. De acuerdo con Hills, a lo largo del tiempo se han desarrollado tres hipótesis diferentes. Según la primera, habría sido el gobernador británico de Gibraltar, Colin Campbell, quien habría ordenado la demolición por propia iniciativa. De acuerdo con la segunda, Campbell habría actuado siguiendo órdenes del gobierno británico. Finalmente, según una tercera, habría sido el general Castaños, que se encontraba en aquel momento en Cádiz, quien habría requerido la demolición. Mientras que los autores españoles, a partir de 1840, habrían preferido la segunda hipótesis (órdenes del gobierno británico), las británicas se habrían decantado por la tercera (petición de Castaños). Dada la inexistencia de registros o fuentes contemporáneas al hecho, Hills no descarta en absoluto la primera (propia iniciativa del gobernador de Gibraltar), considerándola la más plausible.
El 25 de febrero, una columna francesa alcanzó San Roque. Pertenecía a las fuerzas del general francés Latour-Maubourg, pero abandonó la zona pocos días después, tras un infructuoso intento de tomar Algeciras. Durante el resto de la guerra, la situación en el Campo de Gibraltar fue incierta, con los franceses ocupando y retirándose alternativamente de las localidades más importantes de la zona, debido al acoso guerrillero y a las actuaciones de las tropas españolas y británicas. Las operaciones militares se habían sucedido durante 1810 y 1811, y aunque con escasos resultados para las armas hispano-británicas (batalla de Chiclana, captura de la columna del general Blayney en Fuengirola o expedición del general Lacy), los franceses no habían conseguido desalojar a los aliados del Campo de Gibraltar. A finales del agosto de 1811,  llegó al Campo el teniente general Ballesteros, comandante general del Campo de Gibraltar, la serranía de Ronda y Ceuta, al mando del 4.º ejército español, con lo que las actividades militares en el Campo de Gibraltar se intensificaron.
En septiembre, el mariscal Soult decidió eliminar las tropas regulares del Campo de Gibraltar así como a las partidas que infestaban las serranías, sin conseguirlo. Tras el fracaso, Soult le encargó al mariscal Victor, que dirigía el asedio a Cádiz, la destrucción de las fuerzas de Ballesteros y la toma de Tarifa. Tres columnas francesas se dirigieron al Campo de Gibraltar durante octubre, haciendo que las fuerzas de Ballesteros se replegaran desde San Roque, pasando las ruinas de la Línea de Contravalación y acampando en el terreno del istmo próximo a la Torre del Molino, acogiéndose al amparo de la artillería británica situada en Gibraltar y en los barcos destacados en la zona, con el acuerdo del teniente gobernador británico, Campbell. En su retirada, Ballesteros ordenó el 11 de octubre a la población civil de San Roque refugiarse en Sierra Carbonera o en Gibraltar. A los sanroqueños no les fue permitida la entrada en la ciudad, estableciéndose en barracones en el istmo o en La Caleta (bahía de los Catalanes). Como describió un militar británico:

.. el único sitio libre entonces de actividad, el espacio neutral en torno al "Devil's Tower", aparece ahora cubierto de hombres miserables, de mujeres y niños medio hambrientos y desnudos, acampados como gitanos alrededor de la torre y al pie del Peñón. Me informaron al preguntar, que aquella gente había venido de San Roque, y de los pueblos de alrededor, atemorizados de los franceses.

Sin embargo, al igual que en la campaña de septiembre, los franceses no consiguieron sus objetivos, viéndose forzados a replegarse. Por su parte, Ballesteros utilizó las ruinas de la Línea de Contravalación para proteger su base en el istmo de Gibraltar, que convirtió en su centro de operaciones. Soult volvió a intentar tomar Tarifa, la cual, aunque fue asaltada con dureza a finales de diciembre de 1811 resistió, con lo que los franceses se retiraron de nuevo el sitio. Por su parte, Ballesteros evitó de nuevo el ataque de las tropas francesas, retirándose al campamento del istmo, en el que pasó las navidades y el año nuevo. El repliegue francés en primavera de 1812 permitió a Ballesteros salir en persecución de Soult y a los refugiados en el istmo volver a sus casas.

### De la Guerra de la Independencia a la construcción de la verja
A comienzos de 1815 el rey español Fernando VII pretendió reconstruir las fortificaciones destruidas cinco años antes por los británicos y restablecer el aislamiento gibraltareño, volviendo al statu quo definido por el tratado de Versalles de 1783. La oposición de aquellos, que advirtieron al monarca español de que considerarían tal reconstrucción como un acto de hostilidad, unida a la bancarrota en la que se hallaba el reino tras la guerra con los franceses, persuadieron al rey de desistir de sus propósitos. Únicamente se erigieron unos puestos aduaneros, que no impidieron que el contrabando hacia España se convirtiera, a mediados del siglo XIX en una actividad económica de gran importancia en Gibraltar.
En primavera de 1815, una epidemia de fiebre amarilla afectó de nuevo a Gibraltar, por lo que las autoridades británicas construyeron varios barracones como campo de aislamiento en la zona neutral. El 20 de abril de 1815, el teniente gobernador de Gibraltar, George Don acordó con el comandante general del Campo de Gibraltar, el general José María de Alós, que "una gran proporción de los habitantes [de Gibraltar] que [..] no [han] sufrido la fiebre se establecieran temporalmente en el terreno neutral, tan cerca como las circunstancias permitieran, al frente de esta fortaleza". Según las interpretaciones contemporáneas españolas, la comunicación del general Don con el general Alós se realizó para solicitar permiso para el establecimiento, que fue concedido. Según las británicas, se trató de una mera comunicación por razones de salud pública y cortesía, puesto que se trataría de un territorio británico y por tanto no precisaban de ningún permiso. Alós también acordó con Don que el suministro del campo se llevase a cabo desde el continente y no desde Gibraltar. Don además extendió su jurisdicción sobre el campo de aislamiento ya que, de estar fuera "de la jurisdicción de España y de Gibraltar, [..] habría expuesto [al campo] [..] a todo tipo de perjuicios licenciosos..".

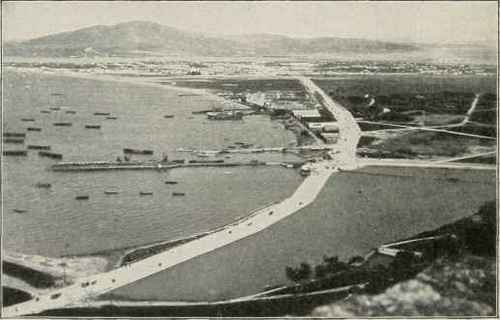
Vista del campo neutral a finales del desde el peñón de Gibraltar. A la izquierda la inundación situada entre al este la carretera a España, que transcurría junto a la orilla de la bahía de Algeciras. En la actualidad, la inundación ha sido rellenada y se alza en su lugar un área residencial, cuyo nombre alude a dicho territorio inundado: Laguna Estate.

Diez años después se produjo un grave incidente entre las autoridades españolas del Campo de Gibraltar y el gobernador británico de Gibraltar. En la noche del 7 al 8 de diciembre de 1825, una tormenta arrastró a dos barcos desde su fondeadero y los arrojó a la orilla occidental del istmo. Las autoridades españolas los confiscaron, pero ante las protestas de los comerciantes gibraltareños, el teniente gobernador George Don envío a la Armada británica a recuperarlos. Siguieron protestas españolas que no fueron atendidas hasta noviembre de 1826, cuando el secretario de Estado para los negocios extranjeros, George Cunning, rechazó las reclamaciones españolas, mediante una nota en la que afirmaba que el límite norte del puerto de Gibraltar estaba en Punta Mala, un pequeño saliente situado al norte de la bahía de Algeciras, a unos cuatro kilómetros del Muelle Viejo del puerto gibraltareño, en lo que actualmente es Campamento, que se hallaba "dentro del alcance de los cañones de la guarnición". Cunning no cuestionaba la soberanía española del lugar donde habían encallado los barcos, pero sí que el salvamento de barcos del puerto (británico según Cunning) no correspondiese también a las autoridades de la colonia. En 1851, ante una nueva protesta española, el secretario de Estado para los negocios extranjeros, Lord Palmerston, declaró que la nota de Cunning veinticinco años antes constituía la postura oficial del gobierno británico, rechazando al mismo tiempo las pretensiones españolas de "establecer los límites de Gibraltar por mar y por tierra según se fijan en el artículo X del tratado de Utrech, declarar neutral el campo que media entre Gibraltar y las fortificaciones españolas [..], renunciar los dos gobiernos a hacer uso de este terreno neutral en ningún tiempo" y ejercer labores de policía en el territorio de forma conjunta. Del mismo modo advertía a España de que la reconstrucción de las líneas españolas "no podría menos de mirarse por Gran Bretaña con mucho sentimiento y desconfianza".
En 1854, una nueva epidemia de fiebre amarilla, la más seria desde 1828, se desató en Gibraltar. De nuevo las autoridades españolas dieron su consentimiento para el establecimiento de un campo de aislamiento para civiles y militares. Sin embargo, cuando la epidemia terminó, solo algunos barracones fueron desmantelados. Permanecieron en su sitio una serie de cuerpos de guardia, una línea de garitas para centinelas y un caserío de madera que llegaban a unos 550 metros de distancia (600 yardas) de las antiguas fortificaciones españolas. La protesta española no llegó hasta noviembre de 1863, cuando en una nota al gobierno británico argumentó que ese nuevo asentamiento "se había convertido en un verdadero campamento, ocupado constantemente por un regimiento de la guarnición de la plaza". La respuesta británica argumentó que el territorio neutral no era el que se encontraba entre las murallas de la fortaleza gibraltareña y las antiguas fortificaciones españolas, sino el espacio comprendido entre las líneas de centinelas, españoles y británicos, establecidos en el istmo. La línea de centinelas británica se encontraría, por el lado de levante (este), a 730 metros (800 yardas) de las antiguas fortificaciones españolas, en tanto que por la de poniente (oeste) estaría a 550 metros. Al haberse establecido el campamento permanente en la zona de poniente, se encontraría dentro de las líneas británicas.
A finales del siglo XIX, los británicos plantaron varios jardines en el territorio del istmo que mantenían bajo su control y dedicaron parte del terreno a la construcción de un hipódromo.
El 5 de agosto de 1908, el embajador británico en España informaba al ministro de Estado español, "como acto de cortesía", de la intención británica de erigir una valla que cortase el istmo de un lado a otro, en el "borde neutral del territorio británico", careciendo de "naturaleza militar o defensiva", ya que su propósito era simplemente económico, para poder reducir el trabajo de los centinelas. La valla se construiría aproximadamente a 550 metros (600 yardas) de las líneas españolas. La respuesta española se demoró hasta febrero del año siguiente, reclamando acerca de la ubicación de la valla, ante lo que los británicos respondieron en marzo que se encontraba "en territorio británico" y que de hecho se encontraba un metro dentro de la senda que el paso de los centinelas británicos había creado, que dataría al menos de 1881. Siguió el intercambio de puntos de vista (periodo en el que se interrumpieron las obras de la valla), con el gobierno español reiterando que el límite de lo cedido se encontraba en las puertas de Gibraltar, y los británicos apelando a la falta de protesta entre agosto de 1908 y febrero de 1909. Quedaban en manos británicas un total de 106 hectáreas de las 156 del que se extendían entre las antiguas líneas españolas y las puertas de la ciudad. La erección de la valla no impedía el tránsito fronterizo, con los obreros y servicio doméstico españoles que pasaban cada mañana de La Línea a Gibraltar, y los militares y aristócratas británicos participando en las cacerías el Royal Calpe Hunt o yendo a sus residencias del Campo de Gibraltar. El episodio coincidía con una etapa de profunda inestabilidad política en España.

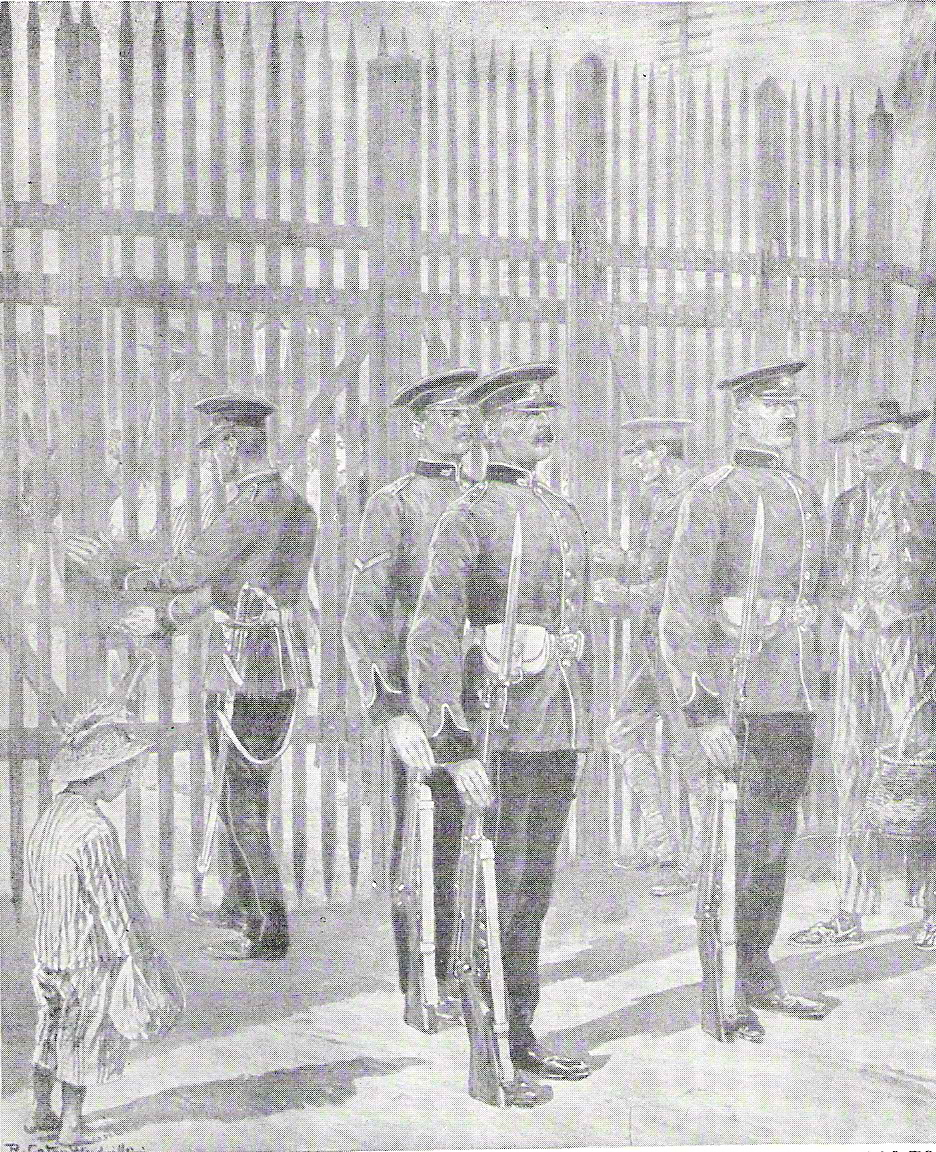
Echando la llave a un Pilar de Hércules: cerrando la entrada a Gibraltar, ilustración publicada en The Illustrated London News el 3 de febrero de 1912.

### Guerras Civil Española y Mundial
El periodo posterior a la erección de la valla británica tiene, en el istmo, un hito fundamental: la construcción de la pista de aterrizaje que sería el origen de lo que hoy es el aeropuerto de Gibraltar. Los primeros aviones militares, pertenecientes a la fuerza aérea de la Armada británica, se estacionaron en Gibraltar en 1915, durante la Primera Guerra Mundial. Además de hidroaviones, que aterrizaban y despegaban desde el puerto, los aparatos terrestres del contingente operaban desde el hipódromo, utilizado como pista de aterrizaje. Sin embargo, cuando uno de tales aeroplanos tuvo que hacer un aterrizaje forzoso en España, las autoridades españolas protestaron, y los aeroplanos fueron retirados de Gibraltar. No fue hasta 1932 que la posibilidad de establecer un aeródromo militar en Gibraltar fue examinada de nuevo. Tras pasar revista a las opciones disponibles, se decidió que el terreno del hipódromo era el idóneo para establecer una pista de aterrizaje "de emergencia". Las dudas que existían sobre el estatus del territorio motivaron un estudio por parte del Ministerio de Asuntos Exteriores británico cuyo resultado permaneció (y permanece) en secreto, aunque debió de ser favorable ya que las obras de acondicionamiento del hipódromo (que seguiría en uso) para que fuera utilizado también por aviones militares de la fuerza aérea de la Armada británica comenzaron en 1933. En marzo de 1936 la pista se encontraba disponible para ser usada. Respecto a las posibles quejas, las autoridades españolas fueron informadas de que la pista solo sería utilizada para "aterrizajes de emergencia".
La cuestión de Gibraltar no fue una prioridad de la acción exterior de los gobiernos de la Segunda República Española. No obstante, tomaron algunas decisiones que tuvieron efecto en el istmo bajo control español. Además de la prohibición de que extranjeros adquirieran propiedades en el Campo de Gibraltar, efectuada en 1932,, en 1935, con José María Gil-Robles como ministro de la Guerra, se estacionó un segundo batallón de Infantería en La Línea de la Concepción. Este batallón estableció su campo de instrucción y tiro en el istmo, origen de la denominación "Campo Militar Español" para el territorio del campo neutral situado entre la "verja" y las antiguas líneas españolas. Poco después comenzaba la guerra civil española. A partir del 19 de julio de 1936 miles de españoles y británicos residentes en España llegaron a la colonia huyendo de la represión de los sublevados. Hasta 4 000 personas buscaron refugio en Gibraltar, siendo muchos de ellos acogidos en casas particulares mientras otros se encontraban en las calles y calas del peñón, a las que habían llegado por mar tras el cierre de la aduana. Como medida de emergencia el 22 de julio el Primer batallón del King's Own Yorkshire Light Infantry levantó un campo de tiendas en el hipódromo situado en el istmo, un alojamiento que permaneció en uso hasta su clausura en septiembre de 1936. Muchos de los refugiados fueron evacuados a la España republicana, fundamentalmente a Málaga, pero otros muchos lograron permanecer en Gibraltar.

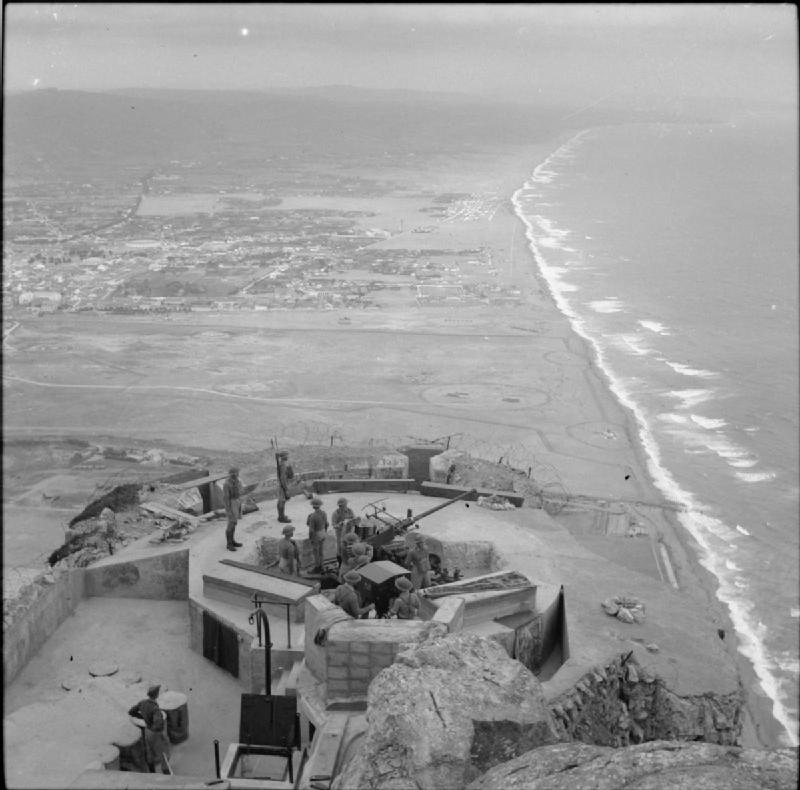
Vista del campo neutral desde la batería de Princess Royal Battery en 1941.

A partir de octubre de 1936 comenzó a estudiarse la posibilidad de que la pista de aterrizaje ocupase toda la anchura del istmo, extendiéndose incluso sobre las aguas de la bahía de Algeciras. Esta posibilidad planteaba dos dificultades: las objeciones españolas y los reparos de la población gibraltareña, al ser el hipódromo uno de los esparcimientos de la población gibraltareña y cortar la pista de aterrizaje la carretera que unía Gibraltar con España. La primera objeción fue descartada tras la publicación en sendos diarios conservadores europeos (el británico Daily Telegraph  y el francés Le Temps), el 11 de enero de 1937, de informes de la supuesta construcción por parte de los alemanes de emplazamientos artilleros en la costa de la bahía de Algeciras, frente a Gibraltar. El asunto fue tratado parlamentariamente en el Reino Unido en julio de 1937, sin que el gobierno británico lo considerase preocupante (lo que mereció el comentario irónico del presidente de la República Española, Manuel Azaña: "¡Un Gobierno inglés declarando en la Cámara que el artillado de las posiciones españolas frente a Gibraltar no tiene importancia!"). Los informes resultaron ser falsos, existiendo diversas consideraciones sobre dichas publicaciones. En cualquier caso se considera que hubo "intencionalidad", achacándola William Jackson a fuentes comunistas que pretendían que el Reino Unido entrase en guerra al lado de la República española. El mismo origen le es atribuido por Hills. Las objeciones de la población civil de Gibraltar fueron soslayadas a medida que el estallido de la Segunda Guerra Mundial se acercaba (la priorización de las necesidades militares del Reino Unido llevó a la evacuación de la población gibraltareña en 1940). En todo caso, tras elevar una protesta al gobierno británico, el embajador del nuevo régimen franquista en Londres, el duque de Alba, recibió el 25 de abril de 1939 seguridades de que a pesar de la ampliación en curso, la pista solo se utilizaría para aterrizajes de emergencia. A mediados de 1940, la pista era hábil ya para la recepción de aviones militares de pequeño tamaño. Durante ese año, la torre del Diablo fue demolida, con motivo de la construcción de la pista de aterrizaje y campos de aparcamiento anejos.
Entre los primeros aviones en usar la pista se encontraban aparatos franceses huidos del norte de África tras el armisticio. El 30 de junio de 1940 el Ejército español abatió uno de dichos aviones, proveniente de Casablanca, que había sobrevolado las líneas españolas por error. Inicialmente los británicos respetaron las condiciones de excepcionalidad de la pista, de forma que solo se permitieron aterrizajes de emergencia. La situación cambió a partir de marzo de 1941, con la llegada del nuevo gobernador, Lord Gort, que portaba indicaciones de Winston Churchill sobre la pista de aterrizaje, afirmando que la guerra era en sí misma una "emergencia". El 25 de octubre de 1941, el gobierno británico decidió ensanchar y alargar la pista (135 y 1400 metros respectivamente). La nueva pista incluyó una sección de 410 metros que se debía construir sobre la bahía de Algeciras en terreno ganado al mar, para lo que hubo que emplear unos 300 000 metros cúbicos de material (obtenido tanto de la roca proveniente de los túneles excavados en el peñón, como de los terraplenes que se encontraban en el istmo, bajo la cara norte del peñón) y cortar la carretera a España, la cual, desde entonces sigue cruzando la pista del aeropuerto. Las obras de expansión continuaron hasta enero de 1943, cuando la pista fue terminada con una longitud final de 1620 metros. También se construyeron áreas de estacionamiento para aeronaves a ambos lados de la pista. Durante la construcción, había dado servicio a las fuerzas aéreas que participaron en la invasión del norte de África en noviembre de 1942 (operación Antorcha). En los meses previos al desembarco, más de cuatrocientos aviones llenaron cualquier espacio disponible alrededor de la pista de aterrizaje. Los aparatos habían sido embalados y enviados a Gibraltar, siendo ensamblados en el istmo.

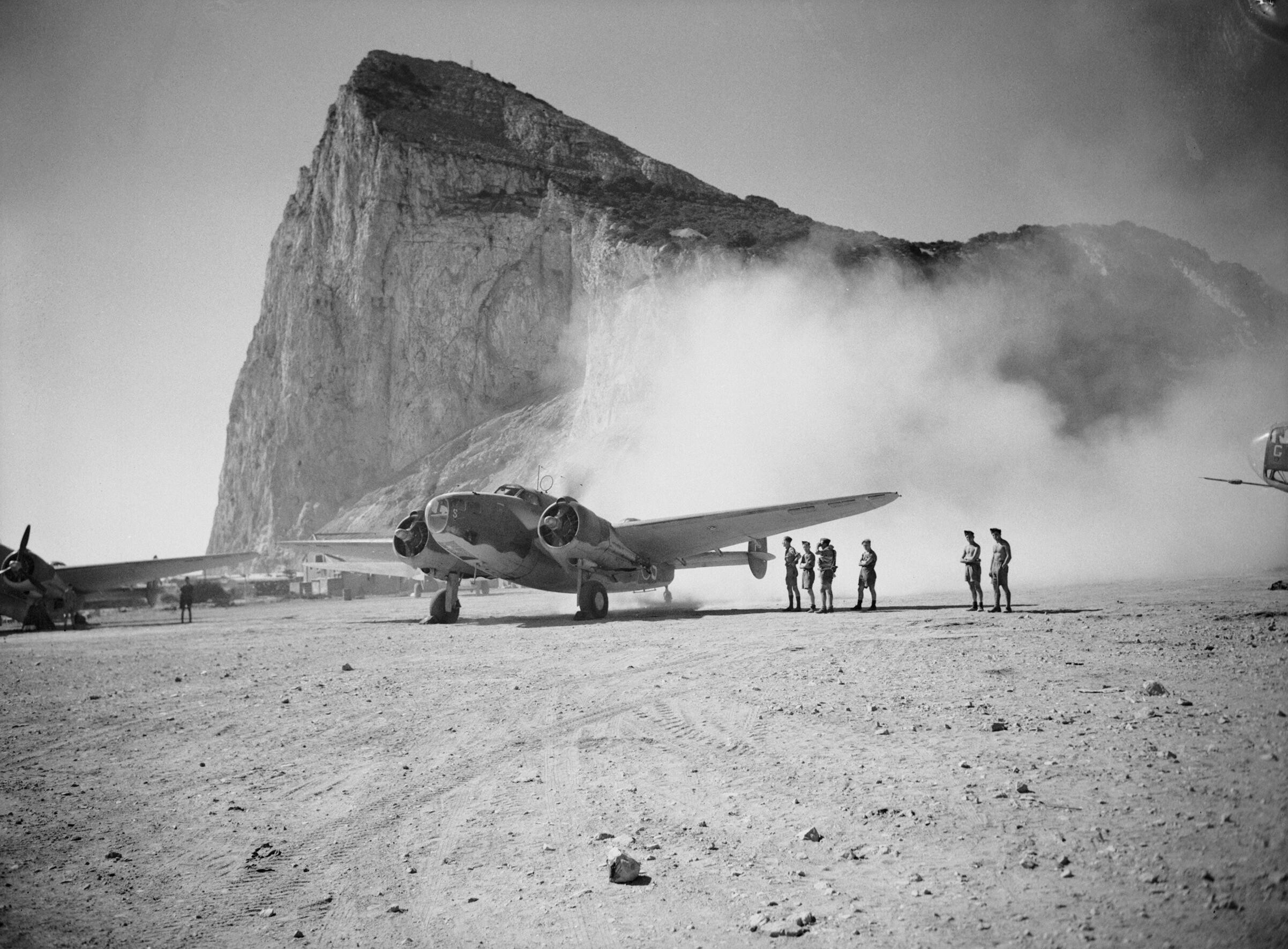
Un Lockheed Hudson de la RAF despegando para un vuelo de reconocimiento en agosto de 1942.

Durante todo este tiempo, el gobierno español adoptó una actitud pasiva, sin protestar en ningún momento por el uso del aeropuerto en situaciones que no eran de emergencia, al tiempo que negociaba con Hitler su posible entrada en la guerra y construía fortificaciones en la zona bajo control español del istmo. Mientras que por una parte Franco deseaba el triunfo del Eje, cuyos miembros le habían proporcionado la ayuda necesaria para el triunfo en la Guerra Civil, y de los que esperaba conseguir Gibraltar y diversos territorios en el norte de África, los suministros de petróleo y alimentos que necesitaba para la supervivencia de su país se hallaba en manos de la marina británica, que seguía dominando los mares. Sin duda, Franco pensaba que el triunfo del Eje en la Segunda Guerra Mundial, Gibraltar, al igual que sus instalaciones, caerían en sus manos.
Por parte española, tras el triunfo franquista en la guerra civil española, y durante la Segunda Guerra Mundial, el nuevo régimen decidió fortificar sus fronteras en previsión de invasiones por parte de las potencias democráticas europeas, en guerra con los regímenes nazi y fascista, apoyo crucial para Franco durante la Guerra Civil. Para ello decidió crear un sistema de líneas de defensa formadas por búnkeres con artillería anticarro y nidos de ametralladoras, siguiendo el modelo de defensa en profundidad alemán. En mayo de 1939 se dio la primera instrucción para comenzar los preparativos de la fortificación del territorio que circundaba Gibraltar y la costa inmediata, lo que se denominó el "cerrojo de istmo". El primer proyecto de fortificación fue publicado en un informe elaborado el 18 de noviembre de 1939. El Plan defensivo del Campo de Gibraltar, aprobado definitivamente el 23 de diciembre de 1939, contemplaba la construcción de más de medio millar de obras, entre ellas 498 búnkeres en toda la zona de la bahía de Algeciras, desde Conil de la Frontera, en la costa atlántica, hasta el río Guadiaro, si bien la zona de mayor densidad de construcciones fue el istmo de Gibraltar. La mayor parte de las obras estaban finalizadas en diciembre de 1941, si bien a finales de 1944 algunas se encontraban todavía sin terminar o incluso en proyecto. Aunque se alegó que se trataba de obras defensivas, la realidad es que formaban parte de un plan más amplio para la captura de Gibraltar mediante un ataque artillero a gran escala que no llegó a llevarse a cabo, anterior a los planes alemanes: "(...) Interesa mantener la ficción de que nuestras obras de fortificación son defensivas, no siendo esto exacto más que para la fortificación, pues el plan de empleo de la artillería es netamente ofensivo y de anulación de la plaza inglesa". Las fortificaciones, sin embargo, fueron calificadas por el Alto Mando alemán en un informe de agosto de 1940 sobre el Ejército español como «de poco valor», representando «fundamentalmente un gasto de material».
En la zona del istmo, las fortificaciones se dispusieron en el llamado "Campo Militar Español", el espacio situado entre la valla británica y las antiguas líneas españolas (las fortificaciones de la Línea de Contravalación), que permanecía sin edificar. Allí se construyó una triple línea de defensa. La primera línea era una barrera antitanque que se extendía de costa a costa, a pocos metros de la valla británica. Un primer elemento se componía de seis filas de dientes de dragón, elementos piramidales de hormigón que impedían el paso de transportes. Una segunda estructura a su espalda la formaban diversos obstáculos anclados al suelo. Entre ambas se construyó un campo minado. La segunda línea estaba formada por seis búnkeres con dotación artillera anticarro y cinco búnkeres más retrasados que defendían los primeros con ametralladoras. Finalmente una tercera línea de defensa estaba formada por ocho búnkeres más con dotación antitanque. Esta tercera línea se construyó sobre la antigua Línea de Contravalación. Obras adicionales protegían las playas. Un muro aspillerado de cemento y piedra que trascurría por la avenida de la Banqueta protegía los accesos a La Línea.

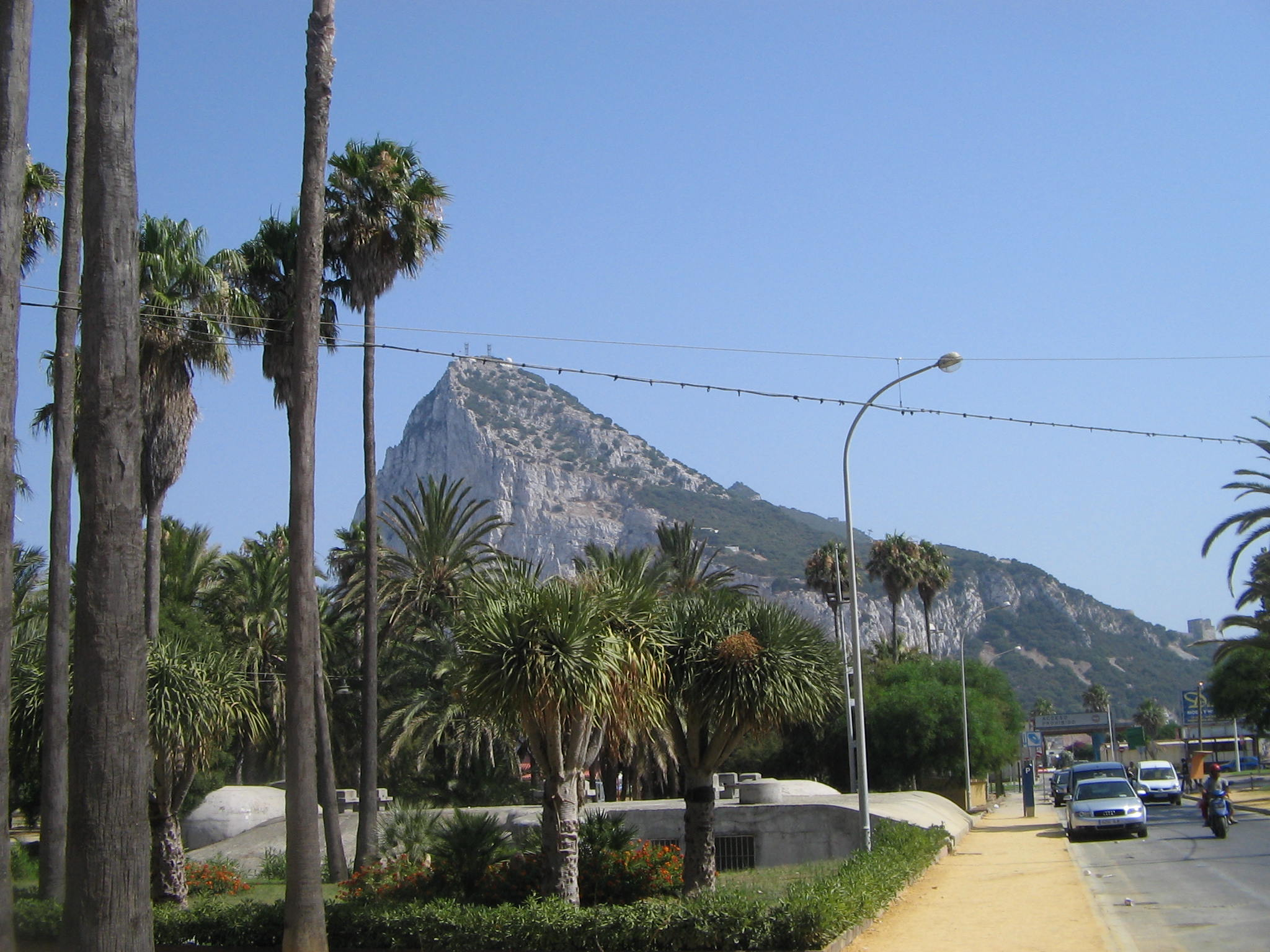
Vista del Peñón de Gibraltar desde la calle Gibraltar de La Línea de la Concepción. En primer plano búnkeres construidos por la dicturadura tras el fin de la guerra civil española.

Con el final de la Segunda Guerra Mundial el sistema de fortificaciones español perdió todo su papel estratégico. Poco a poco todas las construcciones fueron cayendo en el abandono y una gran parte de ellas fueron destruidas para permitir el crecimiento de las ciudades en las que se encontraban. En 1964 fueron dadas de baja gran cantidad de elementos defensivos, siéndolo la mayor parte de ellas finales de los setenta. En La Línea se mantuvieron en pie una gran parte de los búnkeres que rodeaban el istmo debido a la cercanía de la frontera hasta tiempos muy recientes.

### Gibraltar en Naciones Unidas: negociaciones entre España y el Reino Unido
En 1946, una vez finalizada la Segunda Guerra Mundial, la recién creada Organización de las Naciones Unidas reclamó a las potencias coloniales que inscribieran a sus colonias y demás territorios dependientes en la lista de "territorios no autónomos". El Reino Unido lo hizo, incluyendo a Gibraltar entre sus aportaciones a la lista.
En 1954, con motivo de la visita de la reina Isabel II a Gibraltar, España empezó a tomar las primeras medias de protesta. El consulado español en Gibraltar fue suprimido y el paso de españoles, trabajadores o turistas, a Gibraltar fue prohibido por las autoridades franquistas durante los días en los que la reina británica permaneció en la colonia.
Las conversaciones entre España y el Reino Unido no comenzaron hasta 1966, en el marco del proceso descolonizador impulsado por Naciones Unidas. El 14 de mayo de 1966 el Ministro de Asuntos Exteriores Fernando María Castiella hizo una propuesta formal de devolución en la que se proponía la anulación del tratado de Utrecht, la permancia de la base británica y la concesión de un estatuto especial a los habitantes de Gibraltar, manteniendo, si así lo deseaban, la nacionalidad británica. La contrapropuesta británica, expresada el 12 de julio de 1966, se oponía a devolver Gibraltar a España, si bien hacía algunas concesiones, algunas de ellas relacionadas con el istmo: las instituciones de autogobierno gibraltareño quedarían reducidas a un estatus municipal, se permitiría la presencia en Gibraltar de un Alto Comisario español, con estatuto y funciones consultares, y se impulsarían medidas para reducir el contrabando. En relación con el istmo, el Reino Unido se comprometía a derribar la valla que delimitaba el territorio bajo su control, en caso de que España admitiera que el control policial y aduanero de La Línea constituía una frontera internacional. También ofrecía a España la utilización del aeródromo, el cual, sin embargo, seguiría bajo control británica. La propuesta británica incluía además una declaración trascendente, puesto que por primera vez afirmaba oficialmente "el territorio entre la verja fronteriza de Gibraltar y el pie de la Roca" era de soberanía británica. Ante esta declaración, el gobierno español realizó una protesta ante el británico, reclamando el fin de la "ocupación ilegal" del territorio y el derribo de la "verja", el 21 de julio de 1966. En relación con la propuesta formal británica, la respuesta española, dada el 6 de septiembre, la rechazaba en su práctica totalidad, incluyendo el uso del aeródromo bajo control británico, puesto que eso habría significado una aceptación implícita de la soberanía británica sobre el istmo y una concesión al Reino Unido de facilidades en el espacio aéreo español para el uso del aeródromo. El Gobierno británico, primero, y los habitantes de Gibraltar, después, rechazaron contundentemente la propuesta española. El primer referéndum de soberanía de Gibraltar, convocado el 10 de septiembre de 1967, en el que a los gibraltareños se les ofreció entre pasar a soberanía española, en las condiciones ofrecidas por España el 16 de mayo de 1966, y permanecer bajo soberanía británica, con mayores cotas de autogobierno, arrojó más del 99 por ciento de votos a favor de la segunda opción.
Tras el fracaso de las conversaciones, cada una de las partes siguió una estrategia divergente. Mientras que el Reino Unido promovía las instituciones de autogobierno gibraltareñas, lo que culminó el 30 de mayo de 1969 con la concesión por parte del gobierno británico de una carta constitucional. Su preámbulo incluía una disposición que ha garantizado la última palabra a los habitantes de Gibraltar en cualquier asunto relacionado con la soberanía del territorio:

...el Gobierno de Su Majestad no concertará acuerdo alguno en virtud del cual el pueblo gibraltareño pase a depender de la soberanía de otro Estado contra su voluntad, libre y democráticamente expresada

Paralelamente, el gobierno español prosiguió el endurecimiento de las restricciones a las comunicaciones entre Gibraltar y España. El 4 de octubre de 1966, se suprimía la aduana de la Línea de la Concepción, estableciéndose transitoriamente en su lugar un punto habilitado de tercera clase dependiente de la aduana de Algeciras. Tras la concesión de la constitución gibraltareña, el 7 de junio se suprimían el puesto de policía y control y el punto aduanero habilitado de tercera clase de La Línea de la Concepción. De esta forma, se producía la interrupción de las comunicaciones terrestres con Gibraltar (el "cierre de la verja"), a lo que el 1 de octubre se unió la supresión de las comunicaciones telefónicas y telegráficas. Por su parte, el 11 de abril de 1967 se había prohibido el uso del espacio aéreo español a la aviación militar británica y se establecía una zona prohibida a vuelos extranjeros, de cualquier tipo, incluyendo el Campo de Gibraltar y parte de la bahía de Algeciras. A los aviones con destino u origen en el aeropuerto de Gibraltar se le impidió sobrevolar suelo o aguas territoriales españolas, lo que hacía complicado el uso del aeropuerto en caso de condiciones meteorológicas adversas. Esta prohibición resultó inoperante, puesto que aeronaves británicas siguieron penetrando en espacio aéreo español, sin que el gobierno español, a pesar de elevar notas de protesta, obligase a las naves a aterrizar.

### El cierre de la verja
En respuesta a estos resultados, el dictador Francisco Franco ordenó el cierre permanente de la Verja y el corte de todas las comunicaciones de la Península con el Peñón. Como resultado, más de 4.800 ciudadanos españoles perdieron sus empleos en Gibraltar, lo que inició una depresión económica en la comarca. En el tiempo en el que la Verja estuvo cerrada, el Gobierno franquista decidió urbanizar todo el suelo neutral entre esta valla y la antigua línea de contravalación, que hoy en día se corresponde con la avenida del Ejército. En este espacio fueron construidos, entre otras instalaciones, el puerto (sobre la bahía de Algeciras), el Palacio de Congresos, la estación de autobuses, el Parque Municipal y la ciudad deportiva Francisco Franco con el estadio José Antonio Primo de Rivera, el actual Estadio Municipal de La Línea, donde juega la Real Balompédica Linense, y que llegó a albergar encuentros de la selección española de fútbol.

### El fin del cierre, el proceso de Bruselas y el acuerdo del aeropuerto
La verja no fue reabierta, inicialmente solo para peatones, hasta el 14 de diciembre de 1982, tras la llegada del PSOE al poder y siete años después de la muerte de Franco. Terminaban así 13 años de aislaminento de Gibraltar.
El 27 de noviembre de 1984, Fernando Morán y Geoffrey Howe, ministros español y británico de Asuntos Exteriores acordaron poner en práctica lo acordado cuatro años antes en Lisboa y firmaron la que fue conocida como "Declaración de Bruselas, inicio del denominado "Proceso de Bruselas". La declaración contenía varios puntos, entre los que destacaban el fin de las restricciones españolas sobre el libre tránsito de personas, vehículos y mercancías y la aceptación por parte británica de tratar de forma bilateral (pero sin referencias a Naciones Unidas) todas las diferencias entre España y el Reino Unido en relación con Gibraltar, promoviendo la cooperación entre Gibraltar y el territorio limítrofe. La declaración mencionaba explícitamente que entre dichas diferencias se abordaría también la cuestión de la soberanía. Ese mismo día, la Oficina de Información Diplomática española comunicaba oficialmente el punto de vista español, que, en el caso de la controversia del istmo, mantenía la argumentación tradicional española:

Por primera vez en la historia del contencioso, la parte británica admite expresamente que se abordarán en este proceso las cuestiones de soberanía. La expresión plural cubre los temas de la soberanía sobre el territorio al que se refiere el Tratado de Utrecht, así como la soberanía sobre el istmo, nunca cedido a Gran Bretaña.

Tras la apertura de la verja, se levantaron las restricciones españolas a los vuelos civiles, aunque no a los militares. El 2 de diciembre de 1987, los ministros Morán y Howe anunciaron la firma de un acuerdo para permitir el uso conjunto del aeropuerto para tráfico civil (sin alterar las posiciones de las partes sobre el contencioso sobre el istmo), que contó con la oposición mayoritaria de la sociedad gibraltareña. El acuerdo preveía la construcción de una terminal en La Línea para los pasajeros con destino a España. Sin embargo, la implementación del acuerdo requería modificaciones en la legislación gibraltareña que el legislativo del territorio rehusó aprobar. Más aún, la firma del acuerdo se considera que fue una de las causas de la retirada del ministro principal gibraltareño, sir Joshua Hassan y de la desaparición de su partido, la histórica Asociación para el Avance de los Derechos Civiles (AACR).

## Disputa territorial

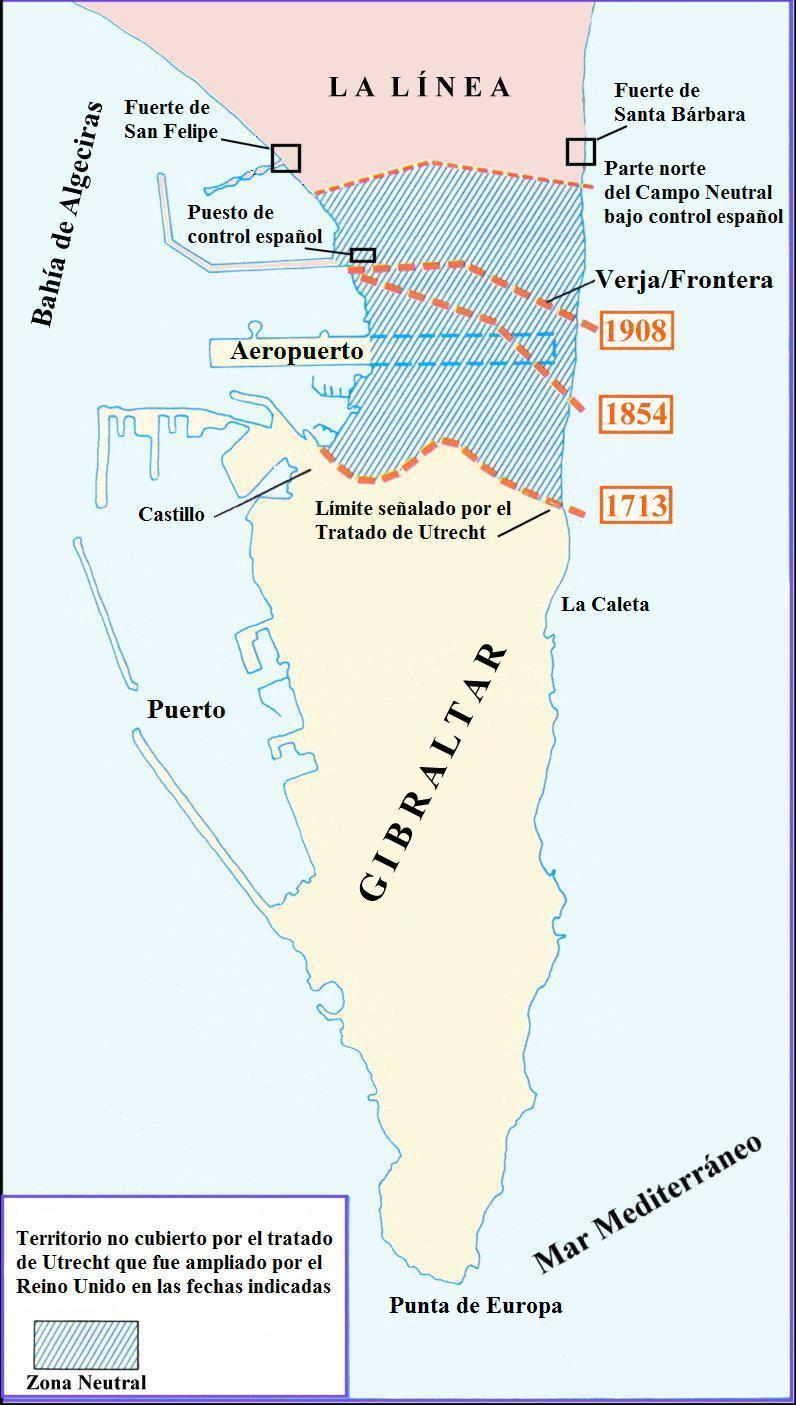
Mapa del istmo entre España y Gibraltar. En azul, el territorio considerado como neutral. En línea discontinua gruesa, la fortificación original de Gibraltar (1713) y las levantadas por los británicos (1854 y la actual de 1908).

Tanto España como el Reino Unido coinciden en considerar que el territorio del istmo no fue cedido por España mediante el tratado de Utrecht. Sin embargo discrepan en su estatus actual. Mientras que el Reino Unido sostiene que su ocupación del territorio se hizo sin ninguna queja de España y que, por tanto, se encuentra bajo su soberanía por posesión incontestada durante un largo periodo de tiempo (prescripción), España declara que protestó por cada movimiento británico hacia el norte y que, por tanto, las condiciones necesarias para la prescripción (la falta de oposición) no se cumplen, por lo que dicho territorio sigue siendo español.
Las consecuencias de esta controversia se traducen, por parte de España, en la falta de reconocimiento como frontera a la valla situada entre los territorios bajo control de facto de cada uno de los países, por lo que siempre utiliza oficialmente la denominación "verja" (en tanto que para el Reino Unido se trata de una frontera internacional como cualquier otra, rechazando la denominación española) y en las controversias sobre el aeropuerto, que considera edificado sobre territorio español, por lo que se ha opuesto siempre a cualquier regulación europea que pudiese significar un reconocimiento de la soberanía británica sobre el istmo. Del mismo modo, ha abogado siempre por la utilización conjunta del aeropuerto, lo cual, aunque aceptado por los británicos, ha encontrado la oposición de las autoridades gibraltareñas.

### Posición española

Mapa de Gibraltar con el territorio reclamado por España en color rosado.

España no reconoce la soberanía británica sobre la parte sur del istmo que une el Peñón de Gibraltar con el continente, ya que establece que los únicos territorios cedidos mediante el artículo X del Tratado de Utrecht fueron los existentes dentro del perímetro fortificado de la ciudad, y que, durante las negociaciones para la firma de dicho tratado, se opuso a las pretensiones británicas de ampliar, sobre el istmo, la extensión de lo cedido. España también sostiene que la expansión británica sobre el istmo durante el siglo XIX se hizo "por la vía de la fuerza y de los hechos [..], utilizando argumentos de tipo humanitario". También sostiene que nunca ha mostrado su asentimiento a la posesión británica:

España ni ha cedido ni reconoce soberanía británica alguna sobre el istmo y nunca ha mostrado aquiescencia alguna a su ocupación ilegal. Todo lo contrario, España entiende que la ocupación del istmo es ilegal y contraria a los principios del Derecho Internacional.

Para proteger su posición en relación con la disputa sobre la soberanía sobre la sección sur del istmo, España hace una reserva siempre que suscribe o ratifica cualquier tratado internacional que pueda ser aplicado a Gibraltar. Por ejemplo, al ratificar el Tratado de Cielos Abiertos el 24 de marzo de 1992, España incluyó la siguiente declaración:

En relación con la definición del término "territorio" contenida en el artículo II del Tratado de Cielos Abiertos, el Reino de España reitera su posición jurídica acerca de su controversia con el Reino Unido sobre la soberanía del istmo de Gibraltar.

Del mismo modo, en el anexo II del comunicado de la primera reunión ministerial del Foro de Diálogo sobre Gibraltar, celebrada el 18 de septiembre de 2006 en Córdoba, relativo al aeropuerto de Gibraltar, que fue firmado por los representantes de España, el Reino Unido y Gibraltar, se reconoce la existencia de una "controversia acerca de la soberanía y jurisdicción sobre el territorio en el que está situado el aeropuerto" y que las referencias a la soberanía de dicho territorio son "bilaterales entre el Reino Unido y España".
Al no reconocer la soberanía británica sobre el istmo, España no reconoce que el actual límite entre los territorios controlados por España y el Reino Unido constituya una frontera internacional, ya que no considera la posibilidad de tener una frontera con un territorio (el del istmo) que considera propio. Por tanto utiliza siempre, de forma oficial, el término "verja" (fence en inglés), rechazando el de "frontera" (frontier). Para España, el control "fronterizo" solo podría estar en Casemates Square (lugar donde se encontraba la puerta de Tierra en los muros de la fortaleza), considerando el paso actual como un mero control policial y aduanero.
En el citado anexo de la Declaración de Córdoba, y en el contexto de la controversia, se adopta la expresión "verja/frontera" (fence/frontier) para "superar los problemas de terminología" al referirse al actual límite entre los territorios controlados por España y el Reino Unido. Se reconoce que la expresión significa "frontera" para los gobiernos del Reino Unido y "verja" para España.
Del mismo modo, en uno de los recientes alegatos españoles en Naciones Unidas (en un seminario regional sobre la implementación de la Segunda Década Internacional para la Erradicación del Colonialismo), el representante español afirmó que:

Hay dos asuntos acerca de la cuestión de Gibralar que constituyen nuestras diferencias con la potencia administradora sobre dicha cuestión: [..] el territorio del istmo, ocupado ilegalmente por el Reino Unido, que debería devolverse a España, su legítimo propietario. [Este asunto] constituye una violación de la integridad territorial de mi país.

### Posición británica
El Reino Unido basa su título de soberanía sobre el territorio en argumentos de facto basados en la posesión por prescripción, ya que habría habido "posesión continua [del territorio] durante un largo periodo de tiempo". El Reino Unido sustenta sus argumentos sobre la soberanía en que existen precedentes legales que garantizan derechos de soberanía sobre un área si esta es continuamente ocupada y solo el ocupante la utiliza durante un periodo largo de tiempo.
Diversas instancias del Estado británico han cuestionado en algunas ocasiones los títulos de propiedad británicos sobre el territorio, incluso antes de la erección de la valla fronteriza en el istmo. En 1779, el fiscal general británico dio su opinión de que la pretensión británica de controlar el territorio del istmo situado entre las murallas y el molino no daba derechos de soberanía. En mayo de 1932, durante la fase de estudio sobre la construcción de la pista de aterrizaje en Gibraltar, el Ministerio de Asuntos Exteriores británico expresó sus dudas sobre el estatus del territorio, encargando un estudio que, aunque permanece aún en secreto, debió de ser favorable a la postura oficial británica. En 1981, el comité de Asuntos Exteriores del Parlamento británico hizo público su informe sobre Gibraltar, que sería conocido como "Informe Kershaw", por el nombre de sir Anthony Kershow, el presidente de la comisión de cinco miembros que dirigió la recogida de evidencias para su elaboración. El informe cuestionó la soberanía británica sobre el istmo. Sin embargo, en sucesivos informes sobre Gibraltar, la comisión de Exteriores de la Cámara de los Comunes no ha vuelto a cuestionar dicha soberanía. Por ejemplo, el Cuarto Informe (periodo de sesiones 1998-1999) del comité de Asuntos Exteriores, aunque reconoce la existencia del contencioso, respalda la postura del gobierno británico:

La propiedad del territorio situado entre los muros de la ciudad y la valla fronteriza actual (la porción sur del istmo) es, sin embargo, objeto de disputa entre el Reino Unido y España. El gobierno británico considera el título de propiedad como "basado en la posesión continua durante un largo periodo de tiempo". El territorio se encuentra ocupado desde 1804, con la actual verja fronteriza erigida en 1908. España no acepta el título británico sobre este territorio.

El 2 de diciembre de 1987, en una declaración conjunta hispano-británica sobre el uso del aeropuerto, así como en diversas leyes y directivas de la Unión Europea, el Reino Unido ha reconocido que España no acepta la soberanía británica sobre la parte sur del istmo ("El presente régimen y cualquier actividad o medida tomada en aplicación o como consecuencia del mismo, se entienden sin perjuicio de las respectivas posiciones jurídicas de España y del Reino Unido acerca de la controversia respecto de la soberanía sobre el territorio en el que el aeropuerto se encuentra situado"), si bien niegan totalmente las argumentaciones españolas.
El gobierno de Gibraltar rechaza en su totalidad el argumento de España. Señala que, dado que Utrech cedió «la ciudad y el castillo de Gibraltar, junto con el puerto, las fortificaciones y los fuertes que le corresponden», y que existían tales fortificaciones y fuertes a lo largo de la línea de la frontera actual (Torre del Diablo, El Molino), esta zona quedó incluida en la cesión. Además, argumentan, la práctica internacional de la época establecía que todas las cesiones territoriales incluían un área circundante extendida equivalente a la longitud de dos disparos de cañón. Cuando se firmó el Tratado de Sevilla entre Gran Bretaña, Francia y España en 1729, surgieron largas discusiones entre España y Gran Bretaña sobre hasta dónde se extendía al norte el «derecho indudable» de Gran Bretaña desde la cara norte del Peñón de Gibraltar. Finalmente, se aceptó que una distancia de 600 toesas, equivalente a más de dos disparos de cañón entre los cañones británicos y los españoles, se consideraría «territorio neutral».
De facto, el territorio de Gibraltar comienza en la valla, en tanto que la parte del campo neutral situada a su norte ha sido incorporada a la ciudad de La Línea de la Concepción.

## Bibliografía

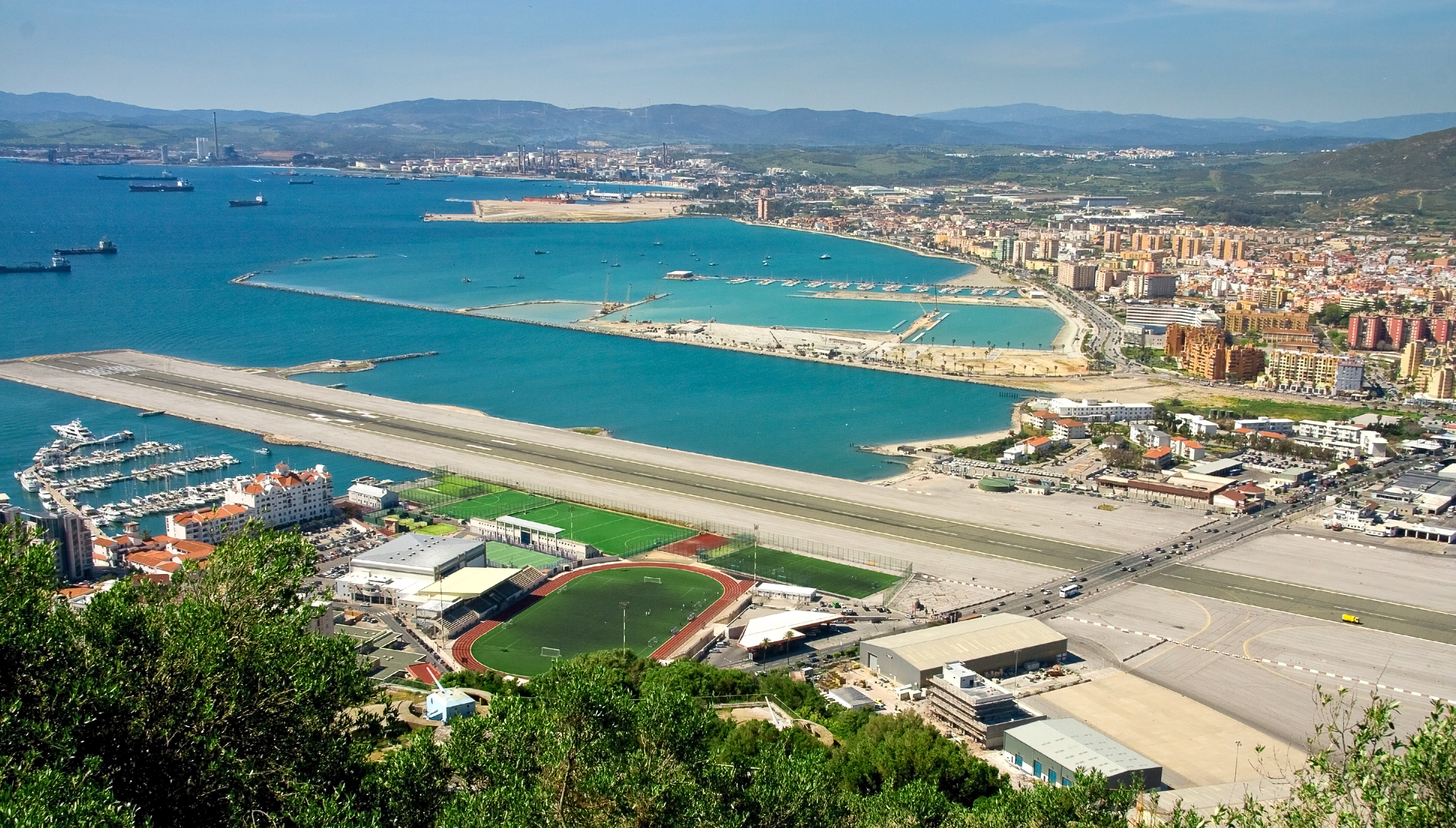
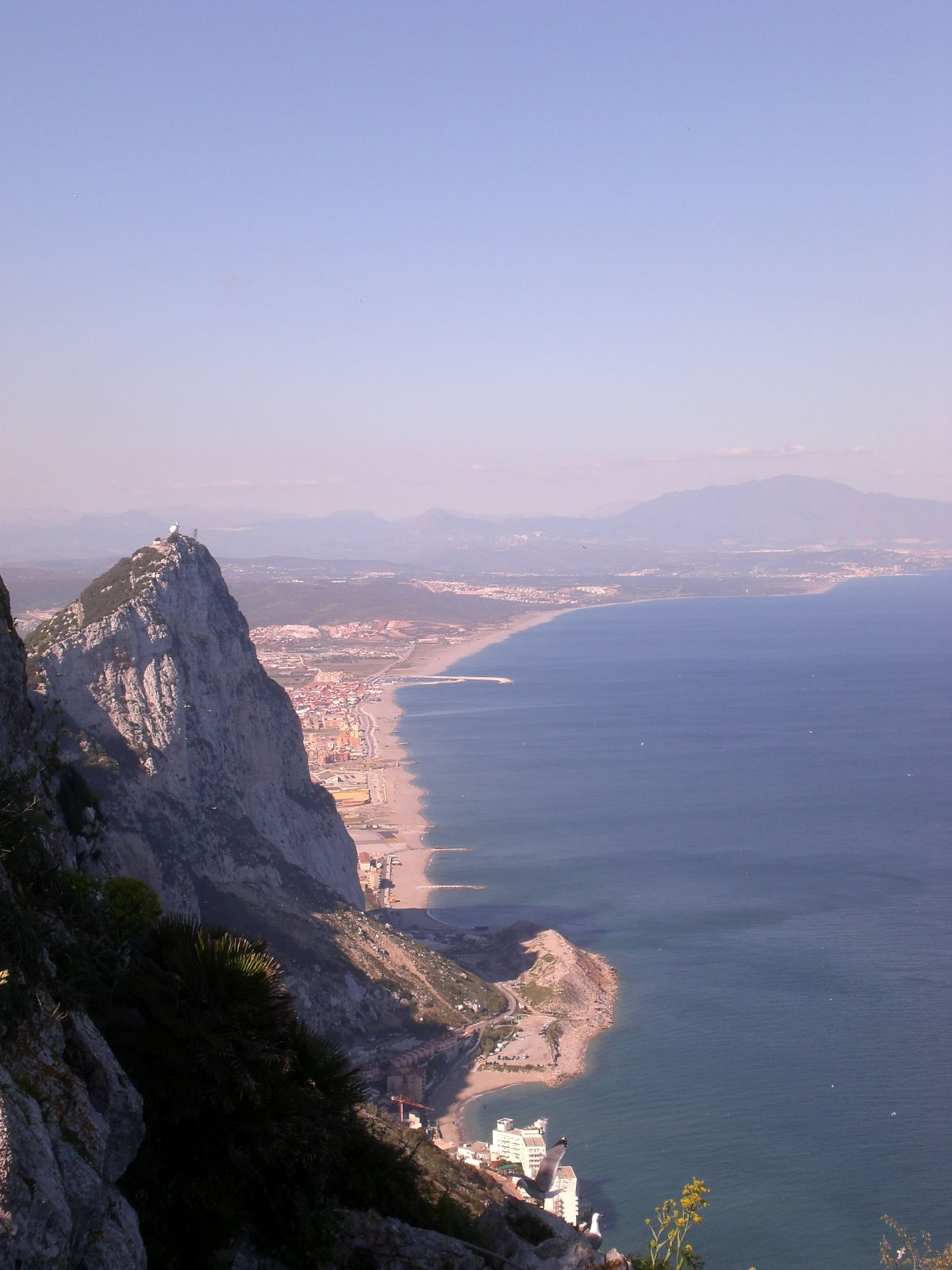
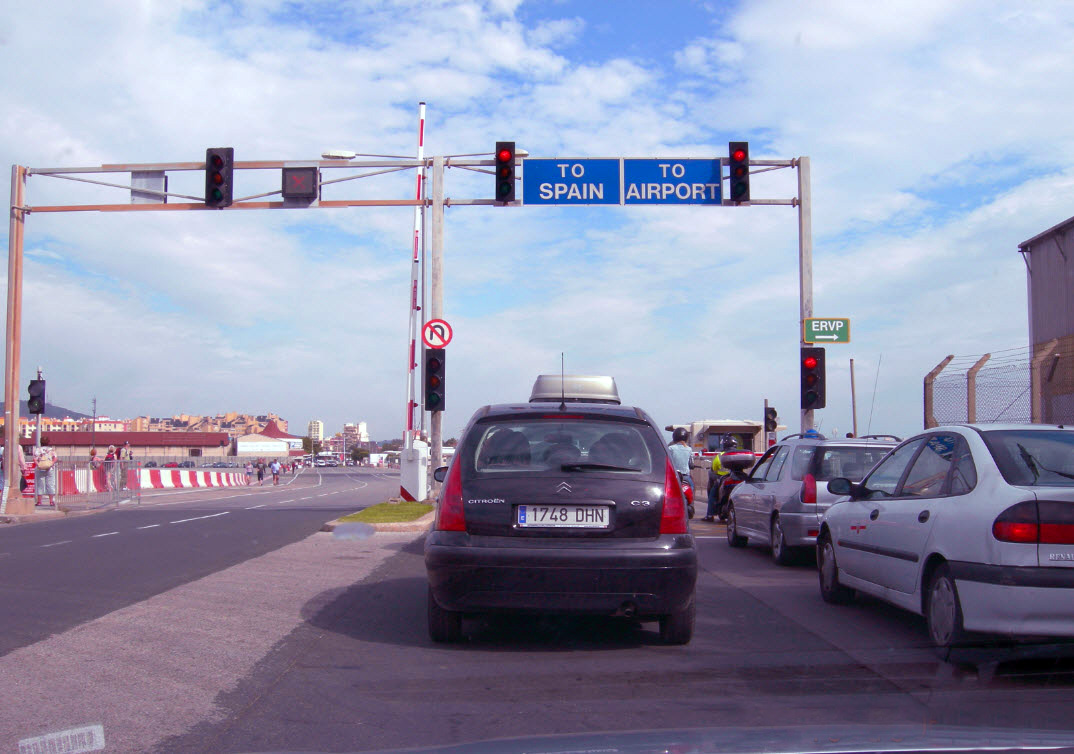
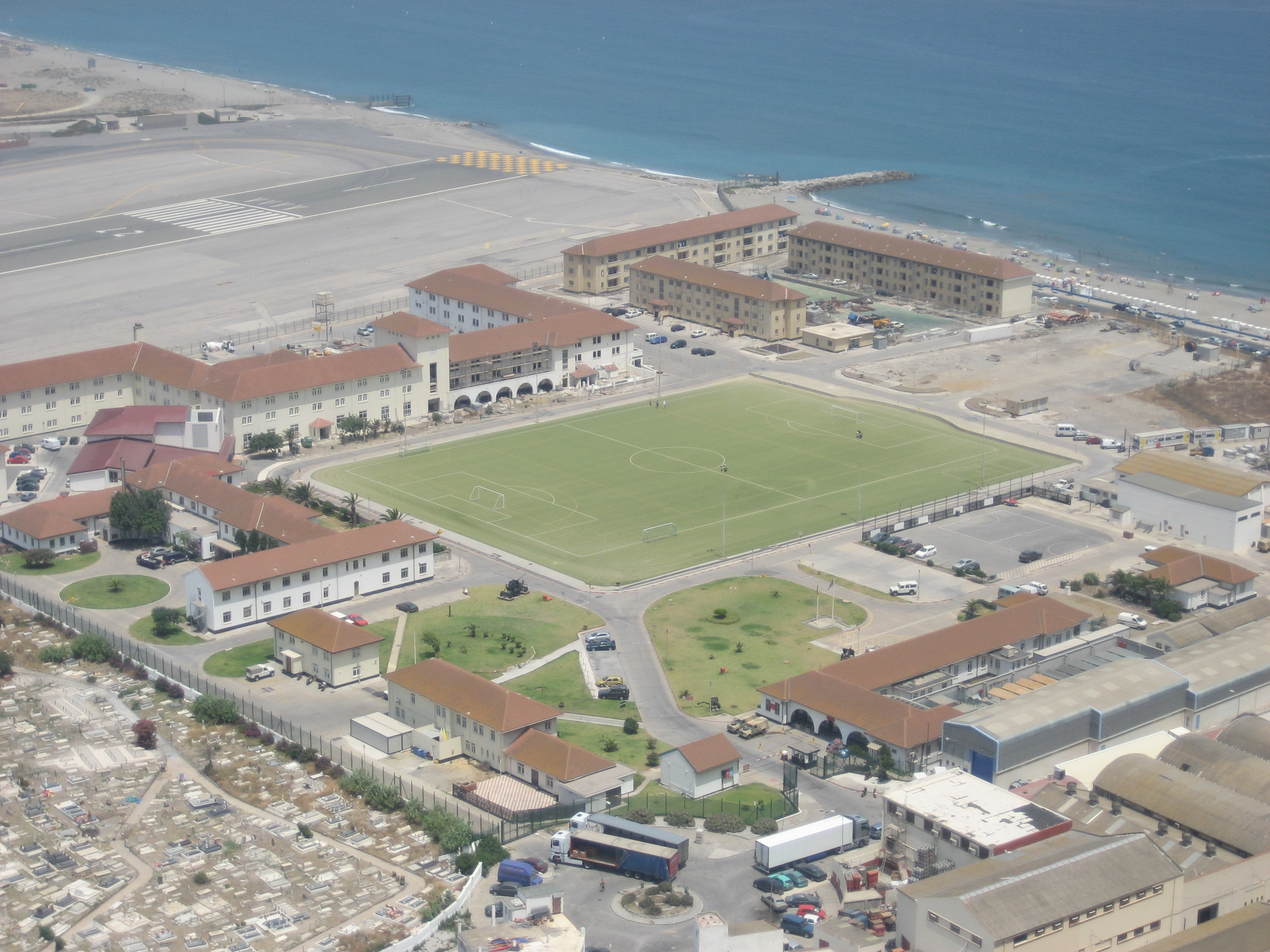
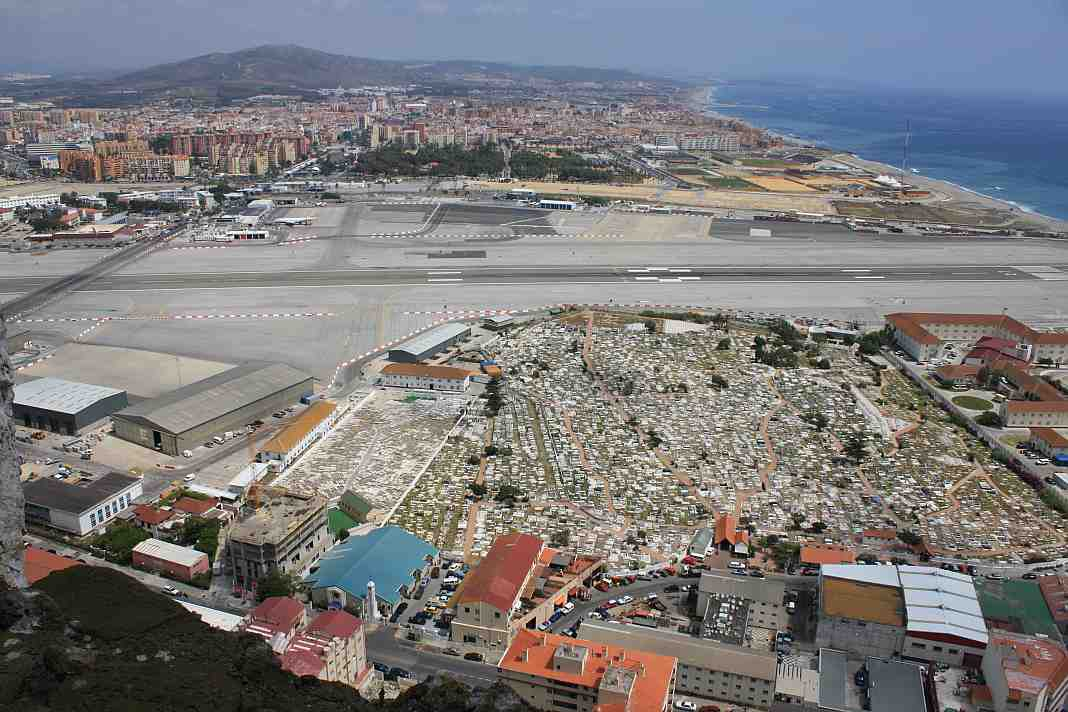
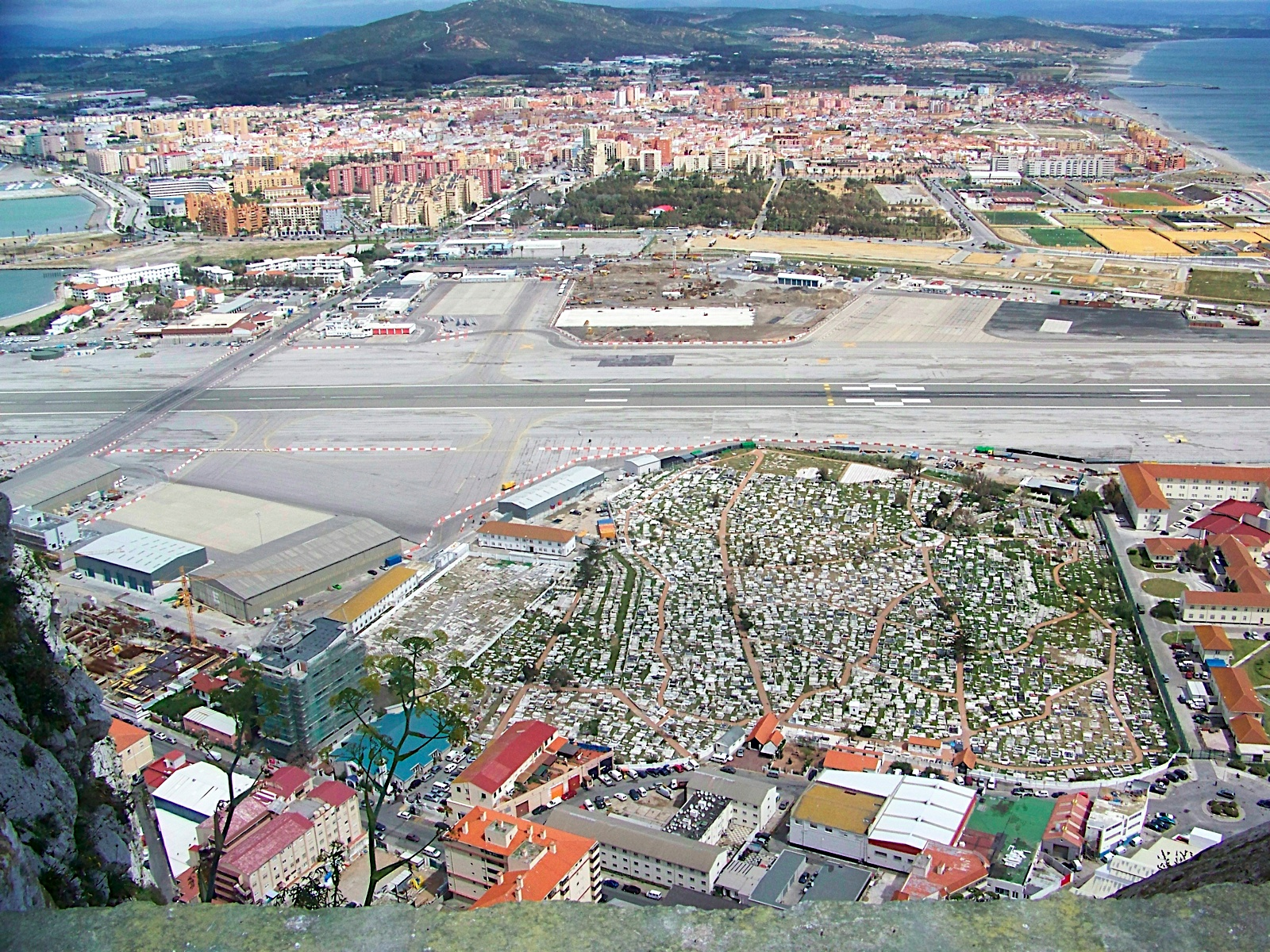
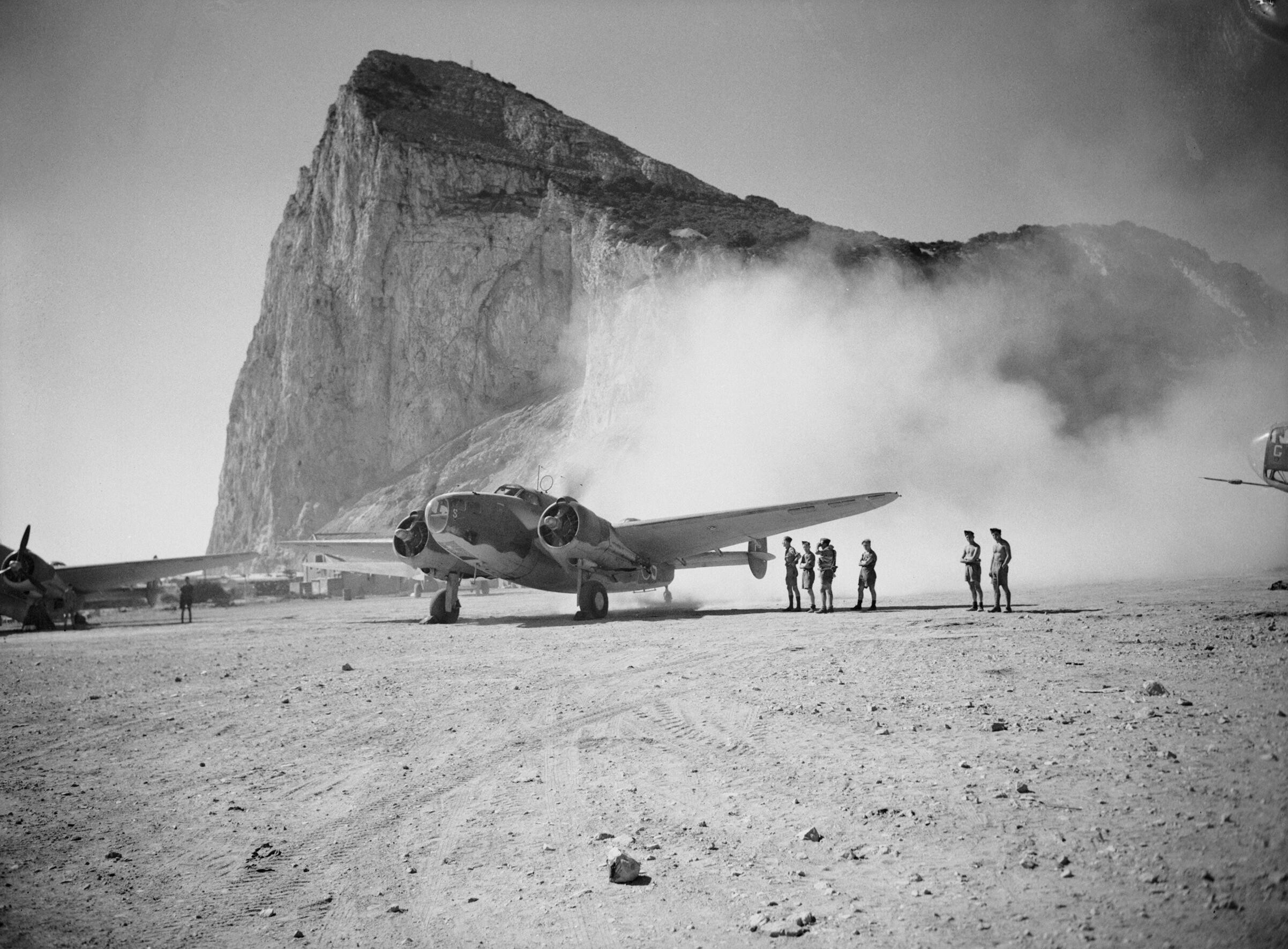
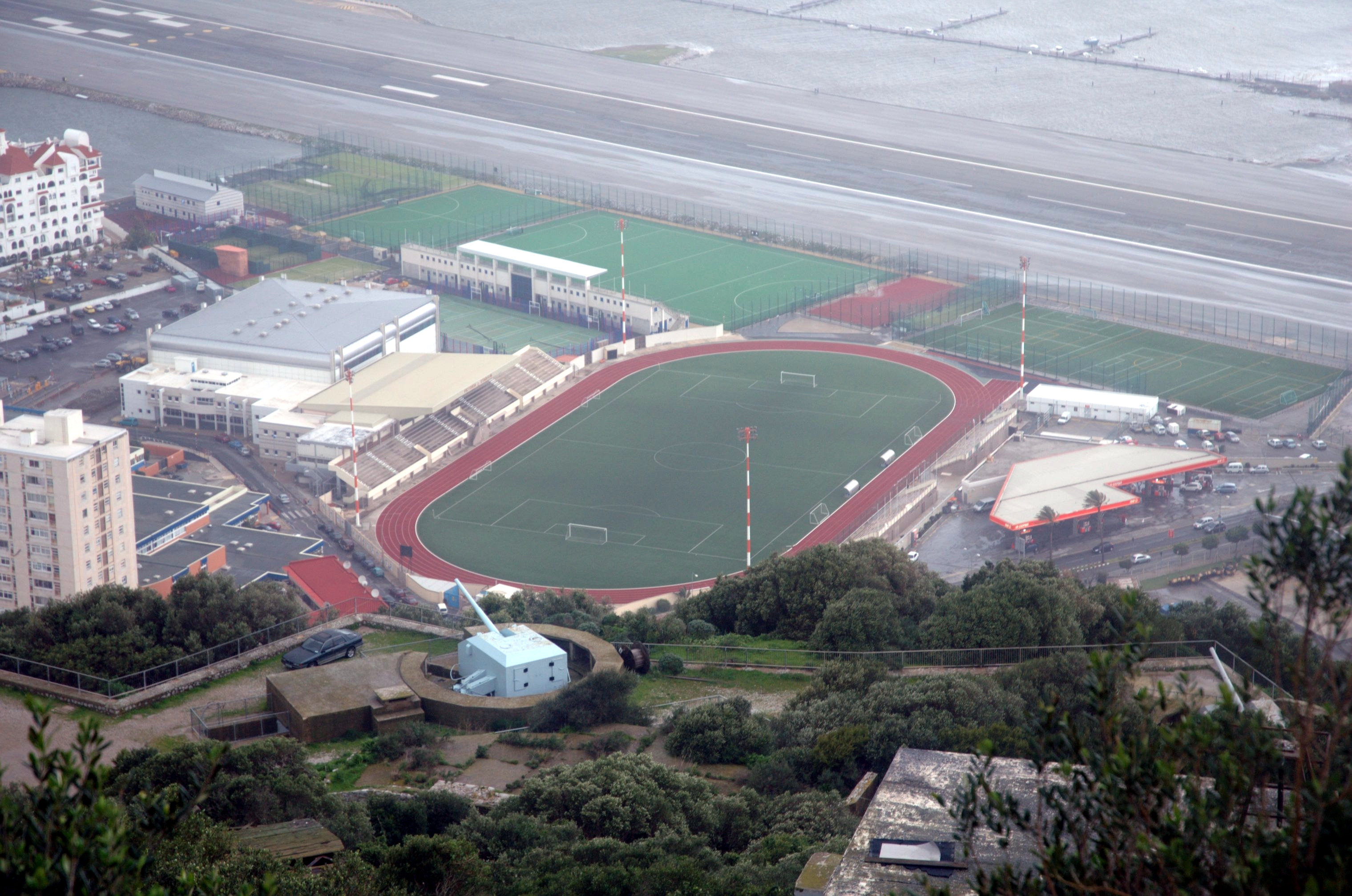
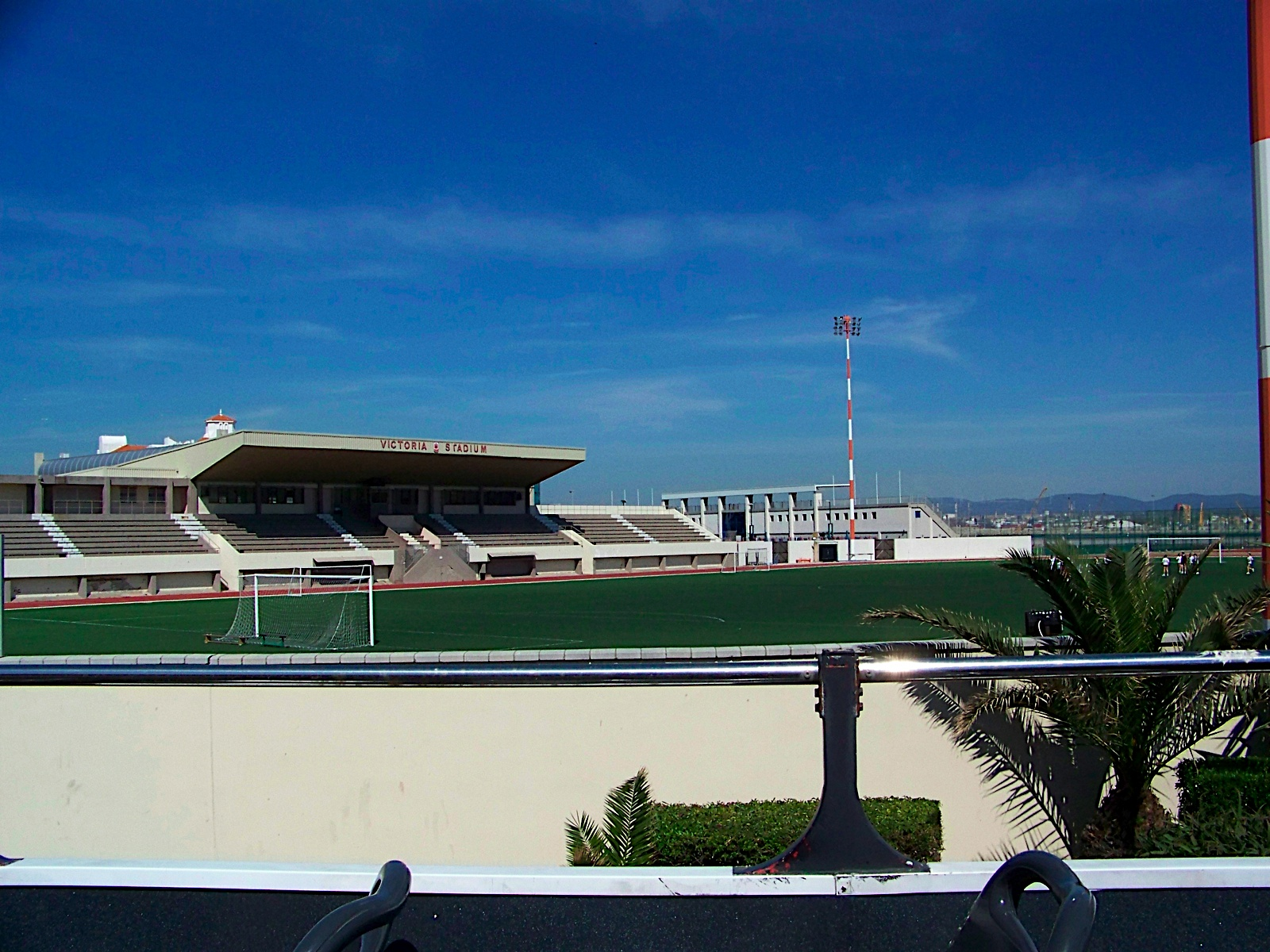
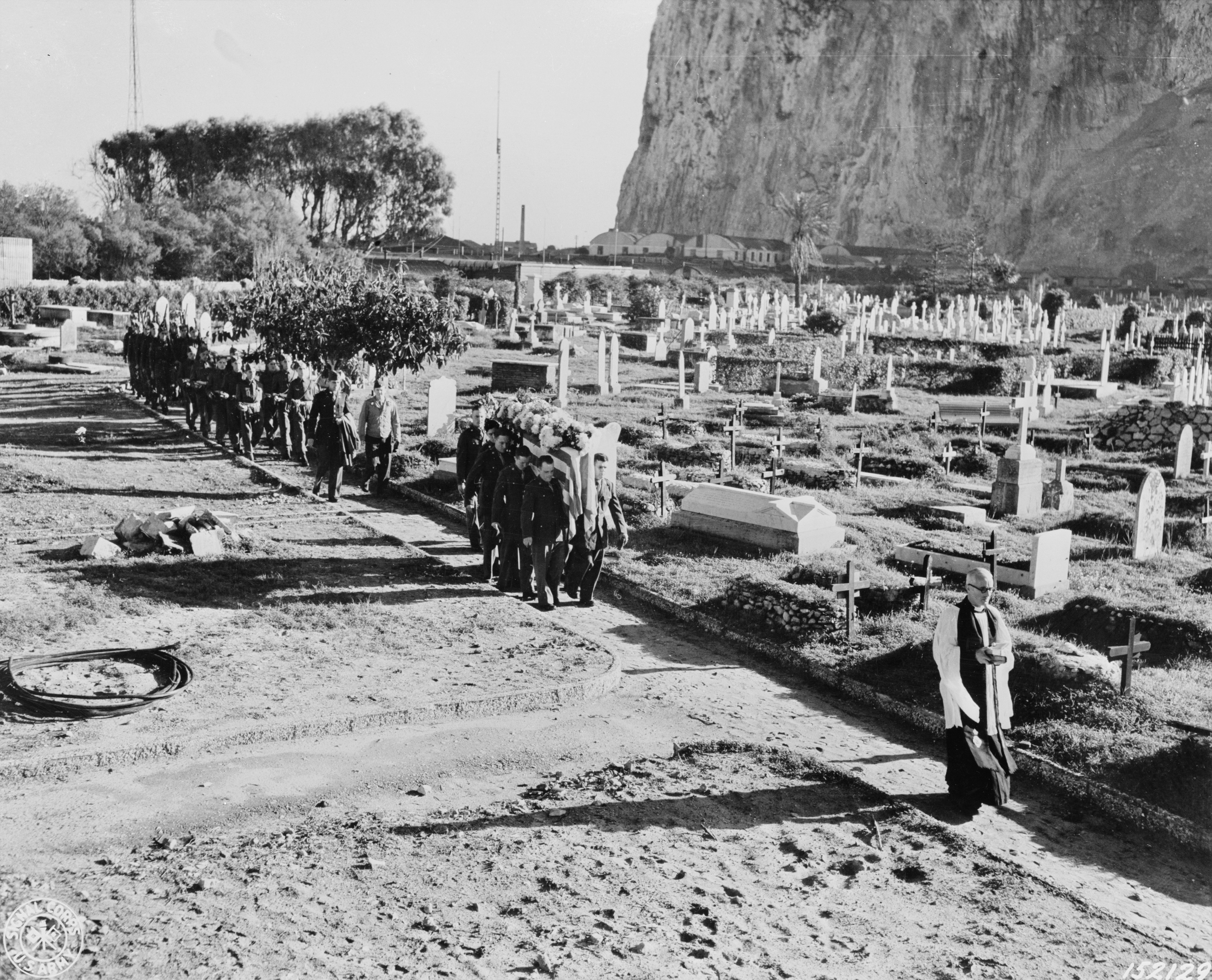
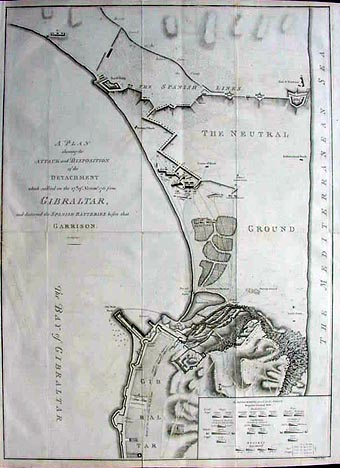
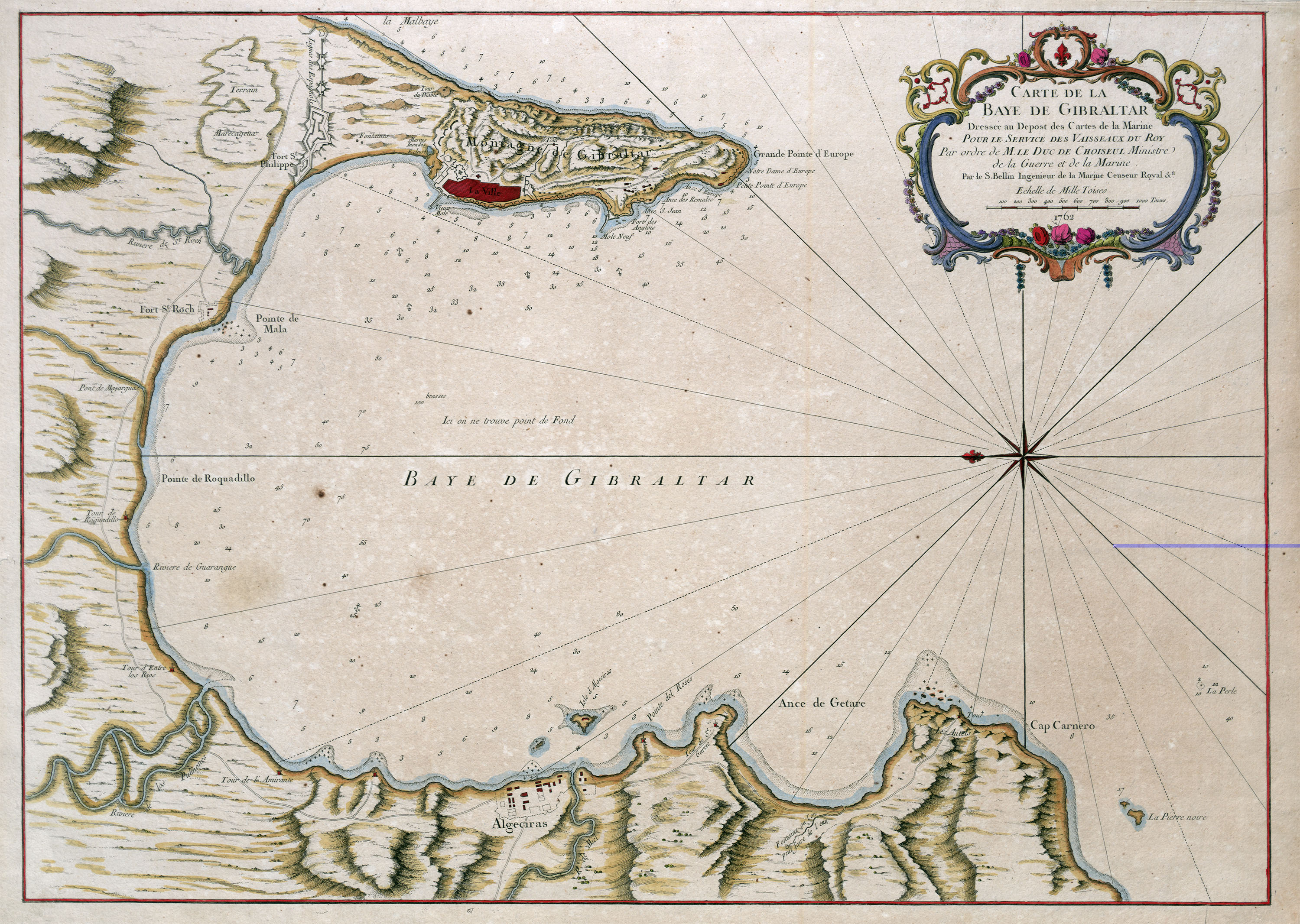
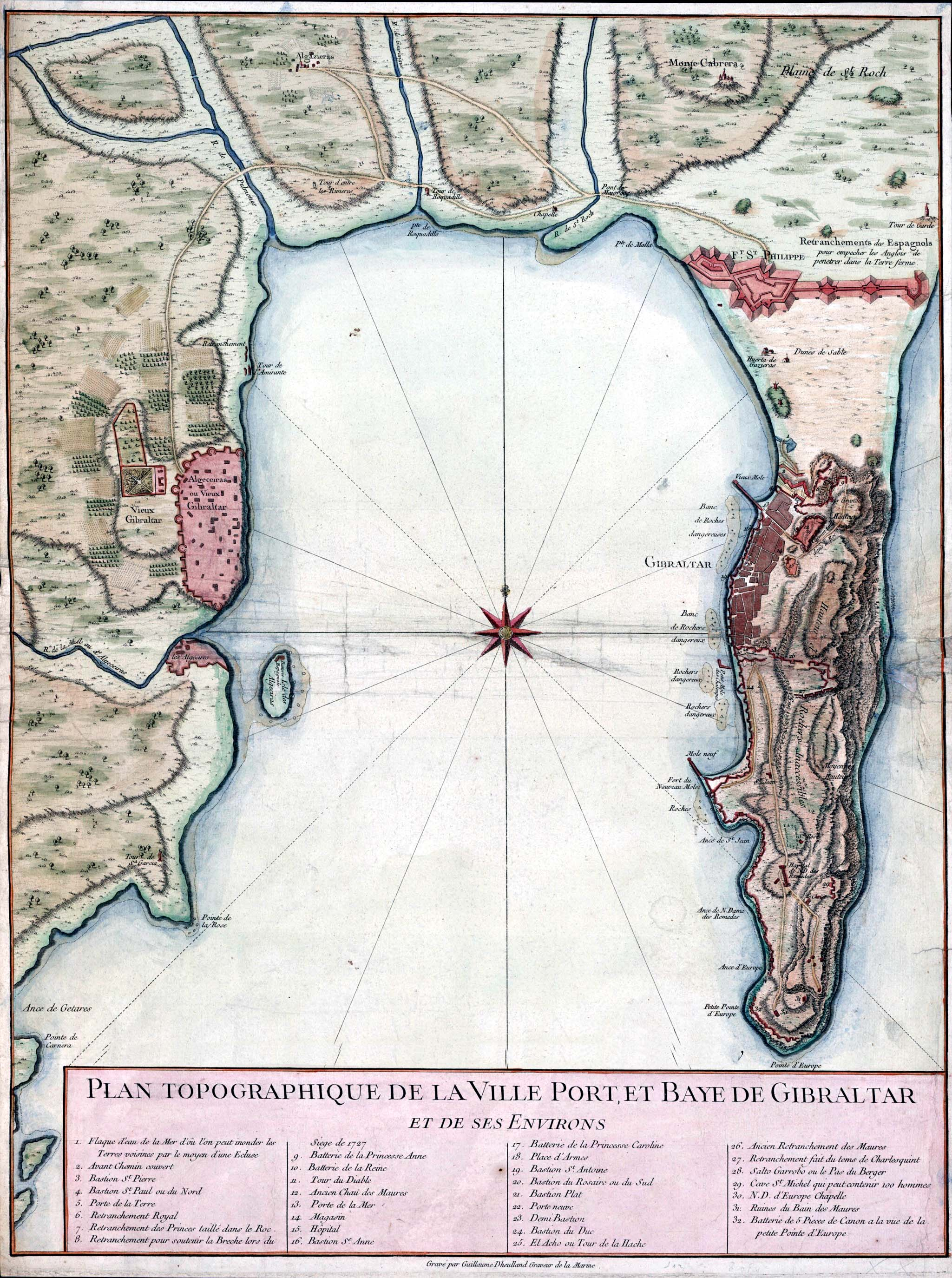
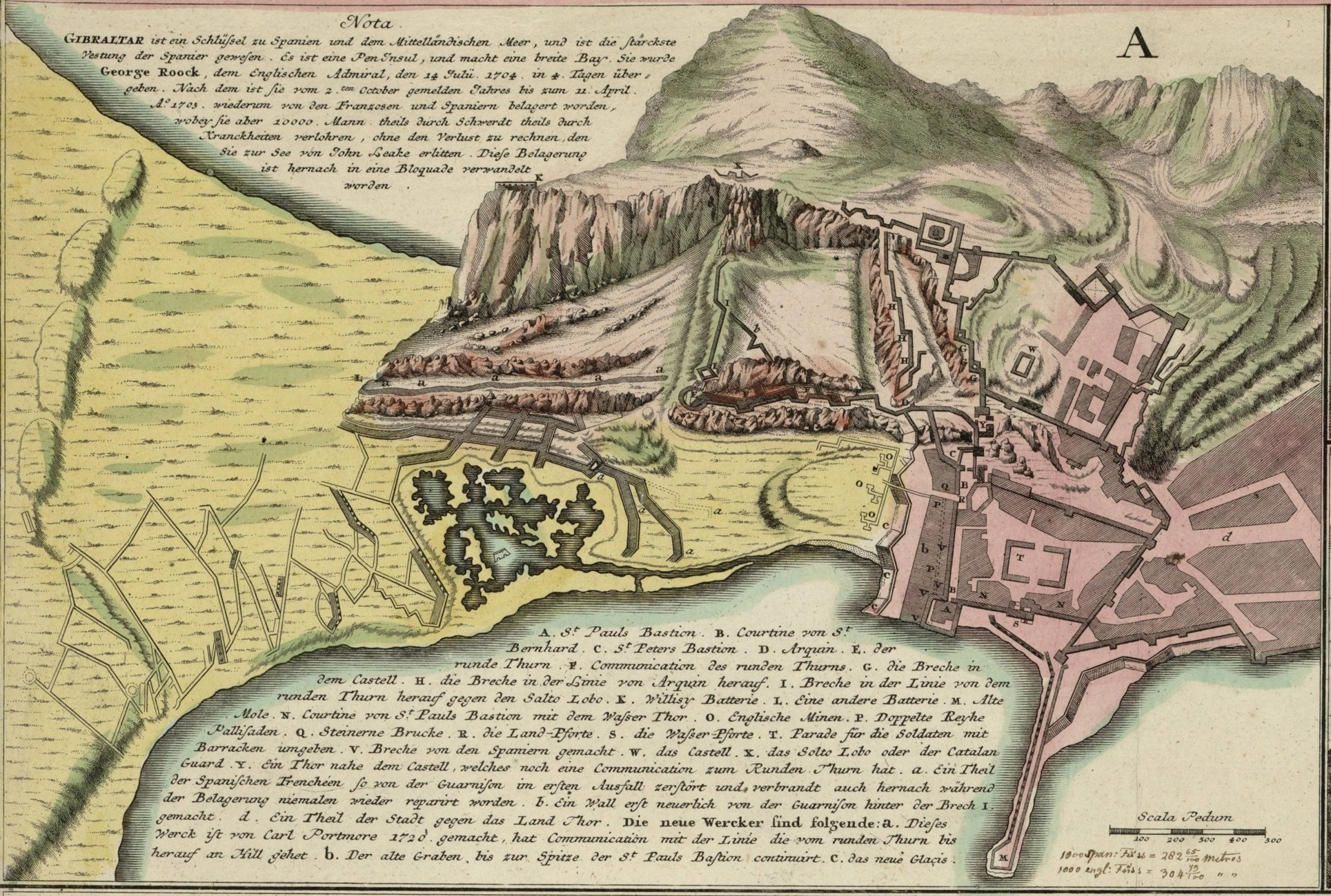
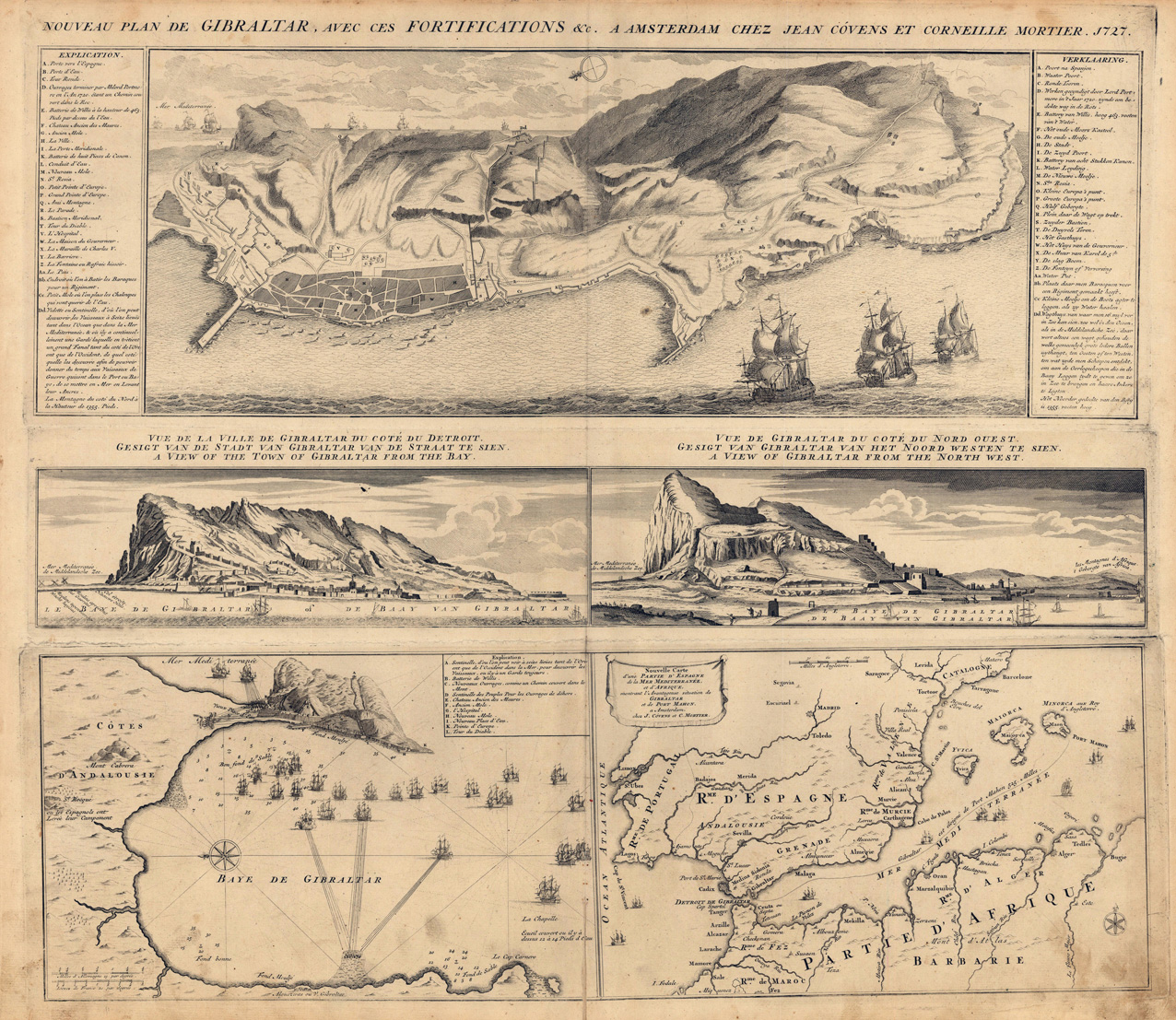
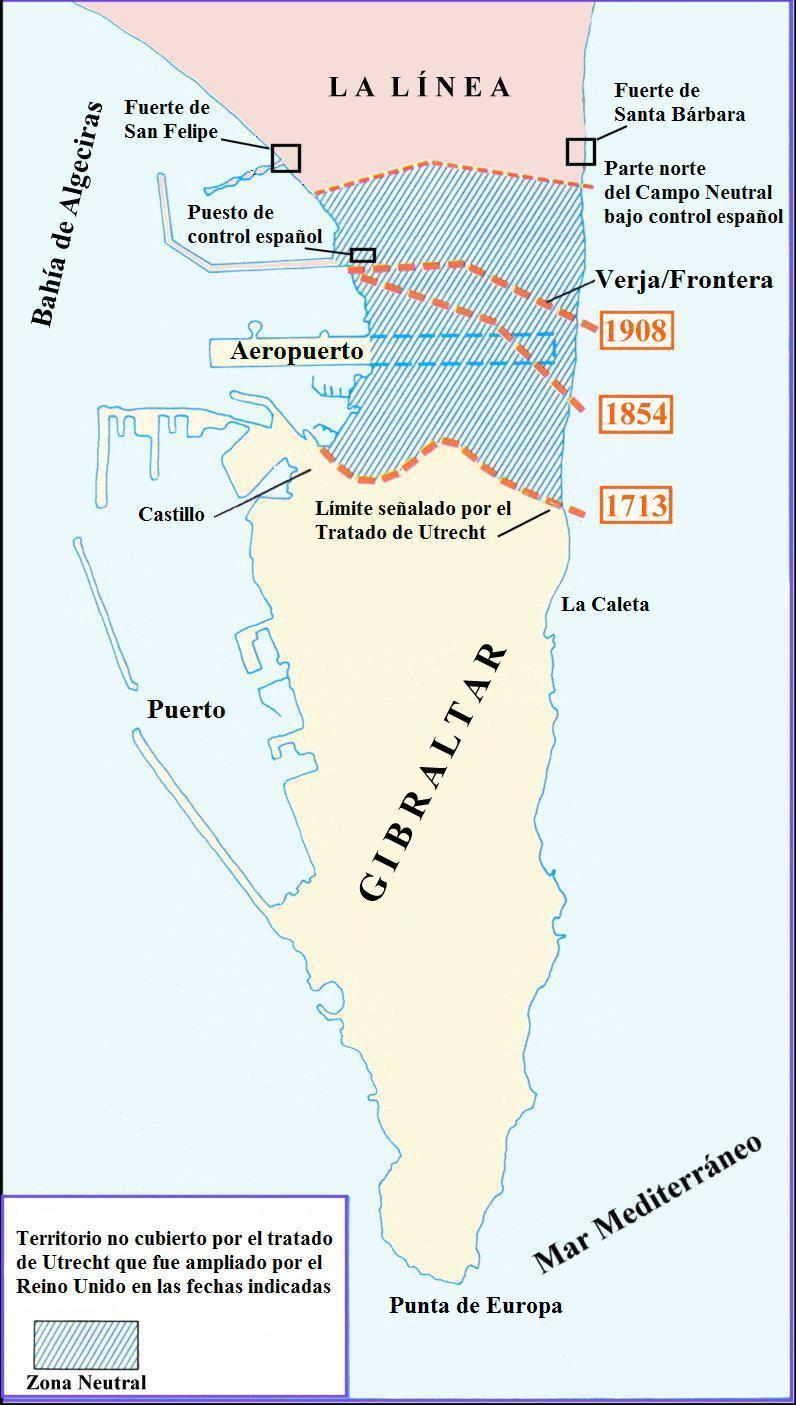
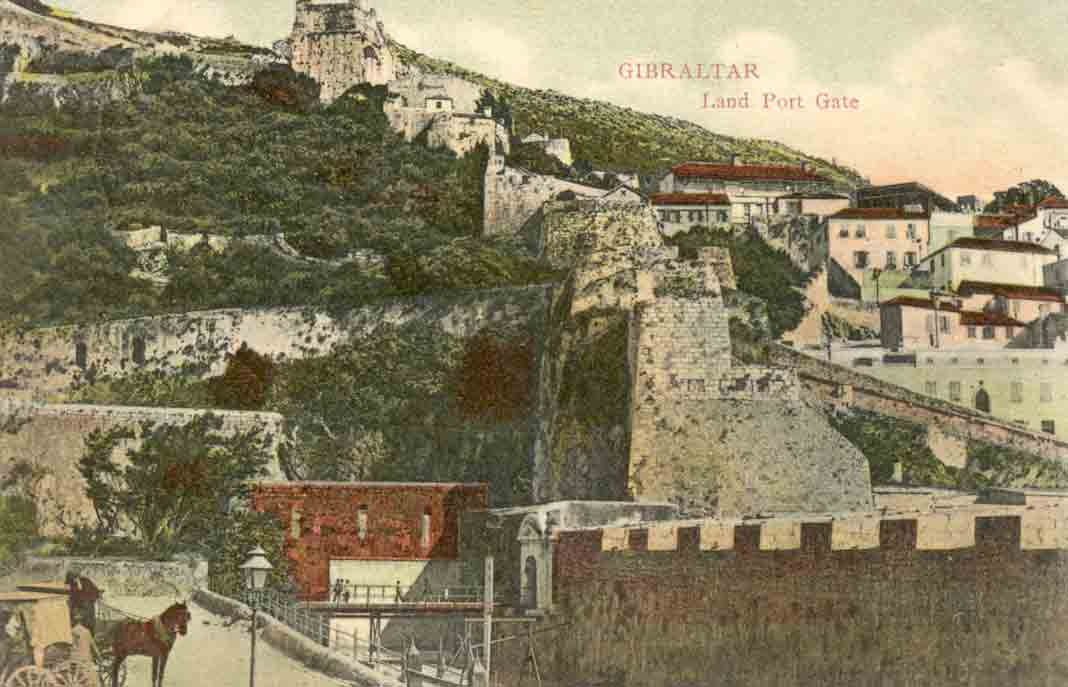
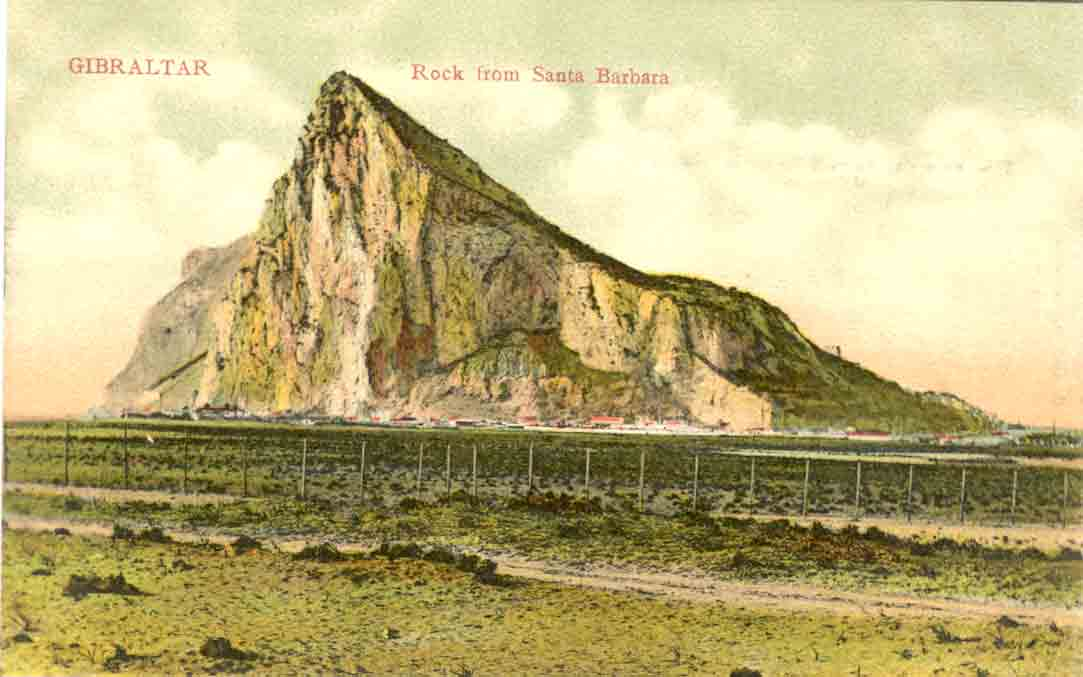
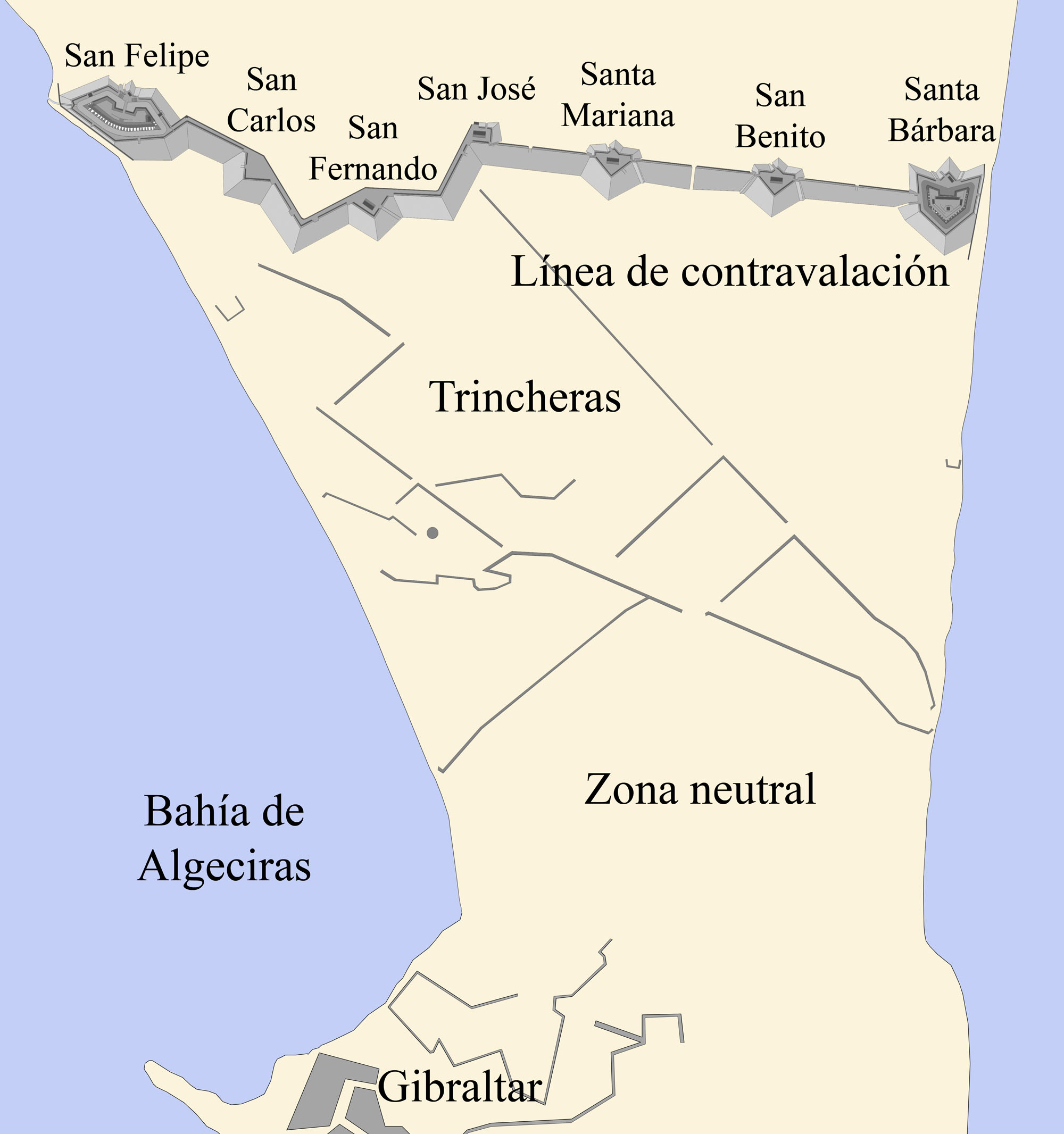
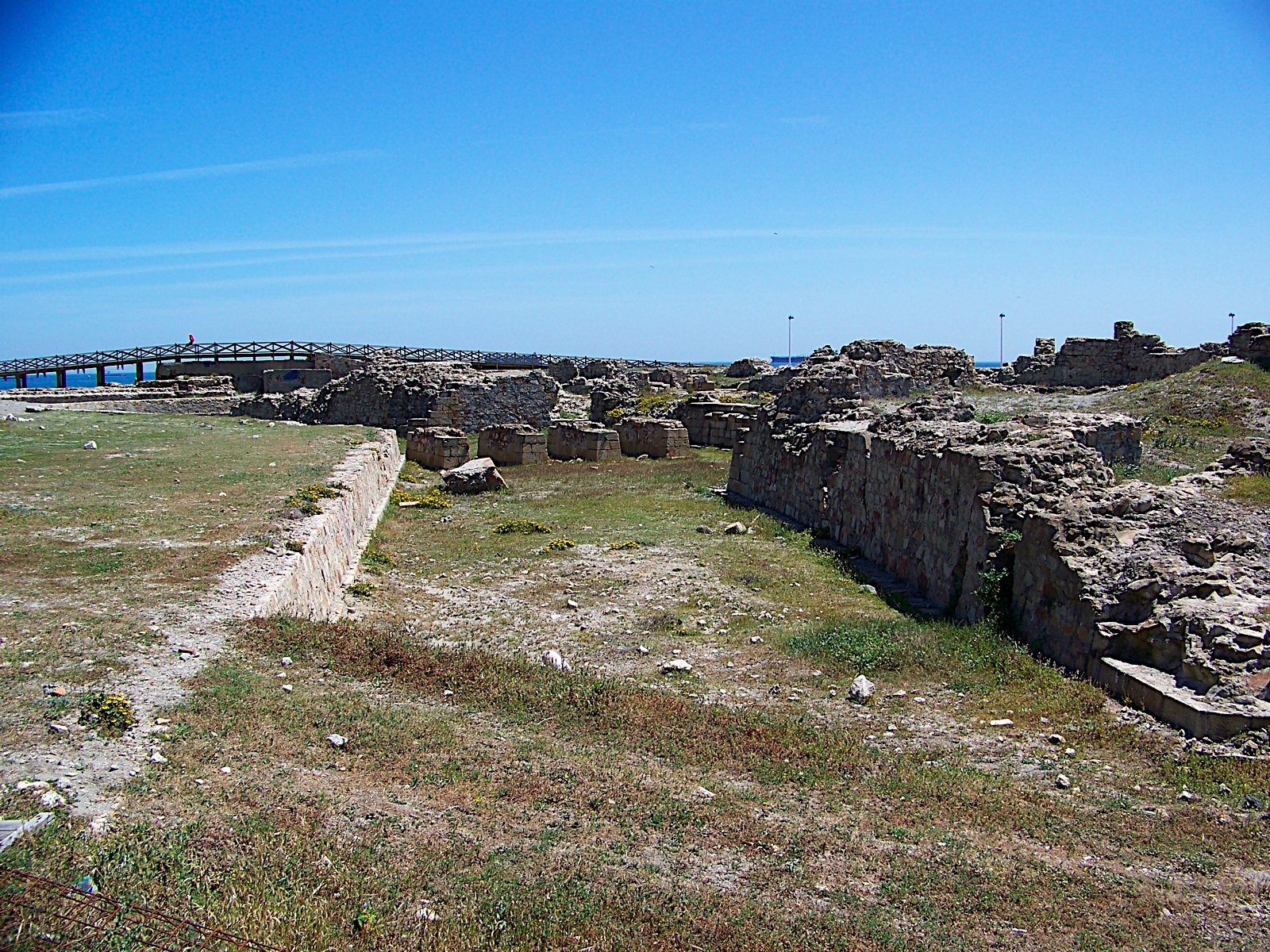